# Europa-Park
Koordinaten: 48° 16′ 9″ N, 7° 43′ 16″ O

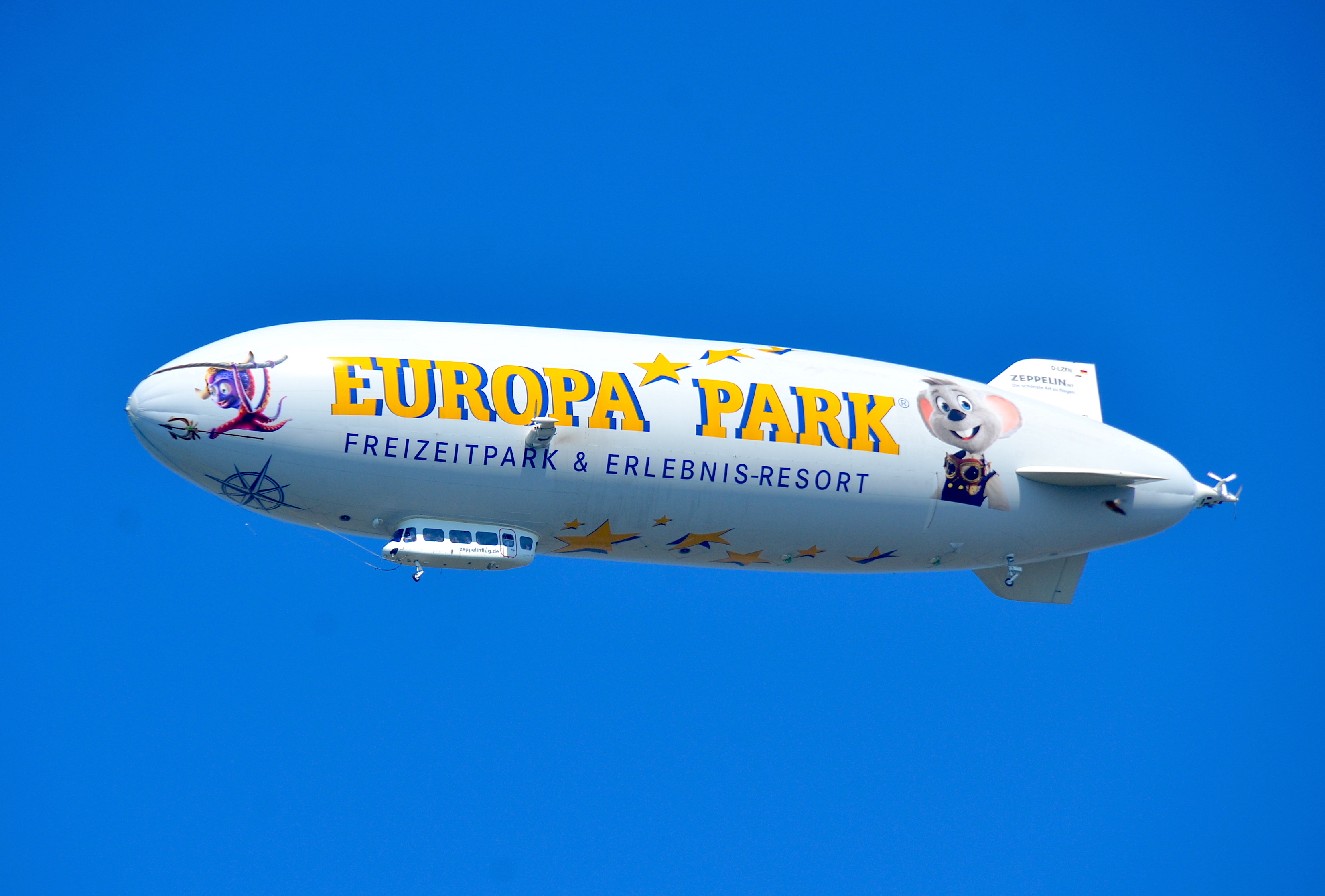
Der Zeppelin NT (D-LZFN) aus Friedrichshafen als Werbeobjekt

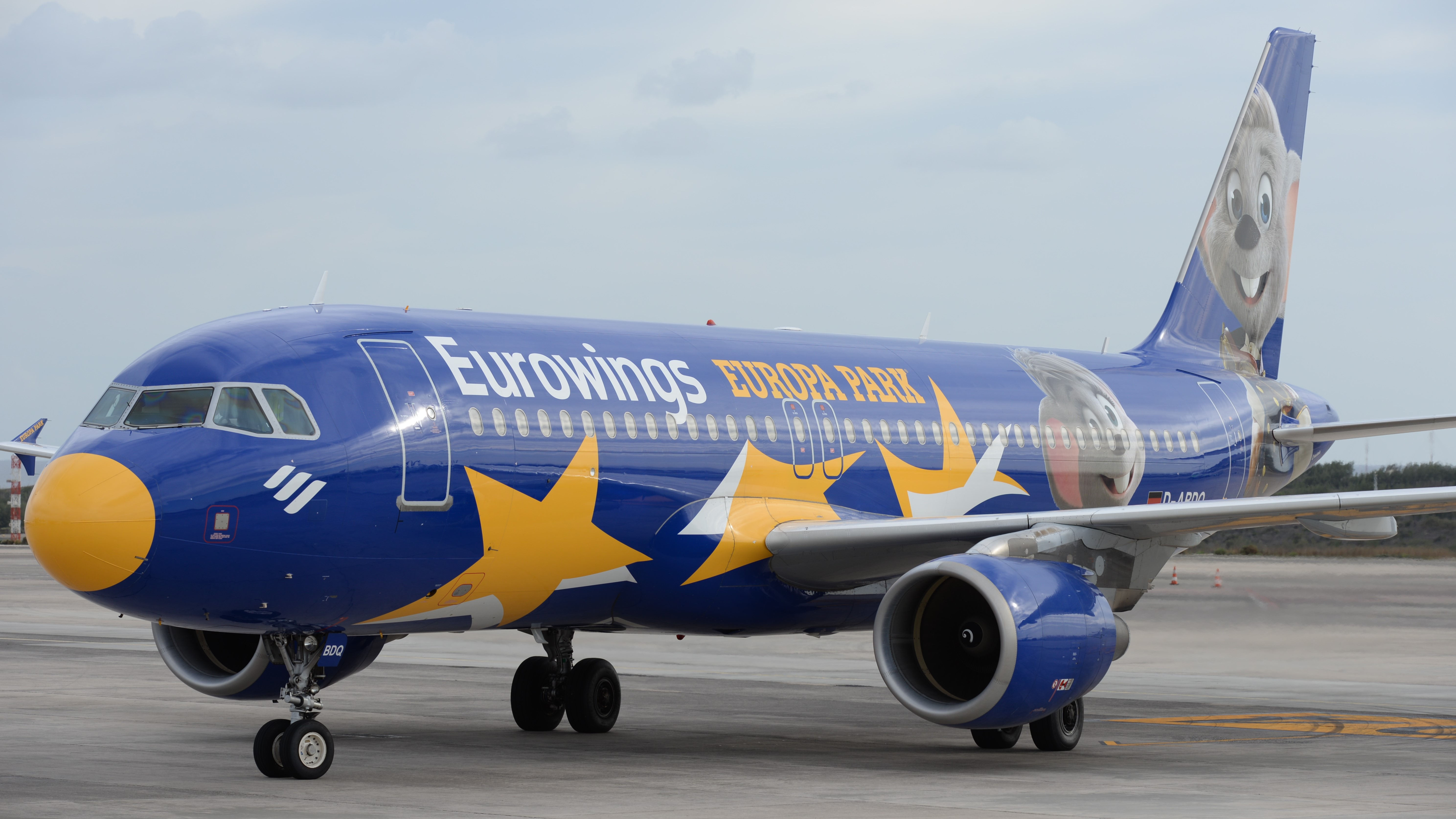
Ein Eurowings Flugzeug mit Europa-Park-Werbung

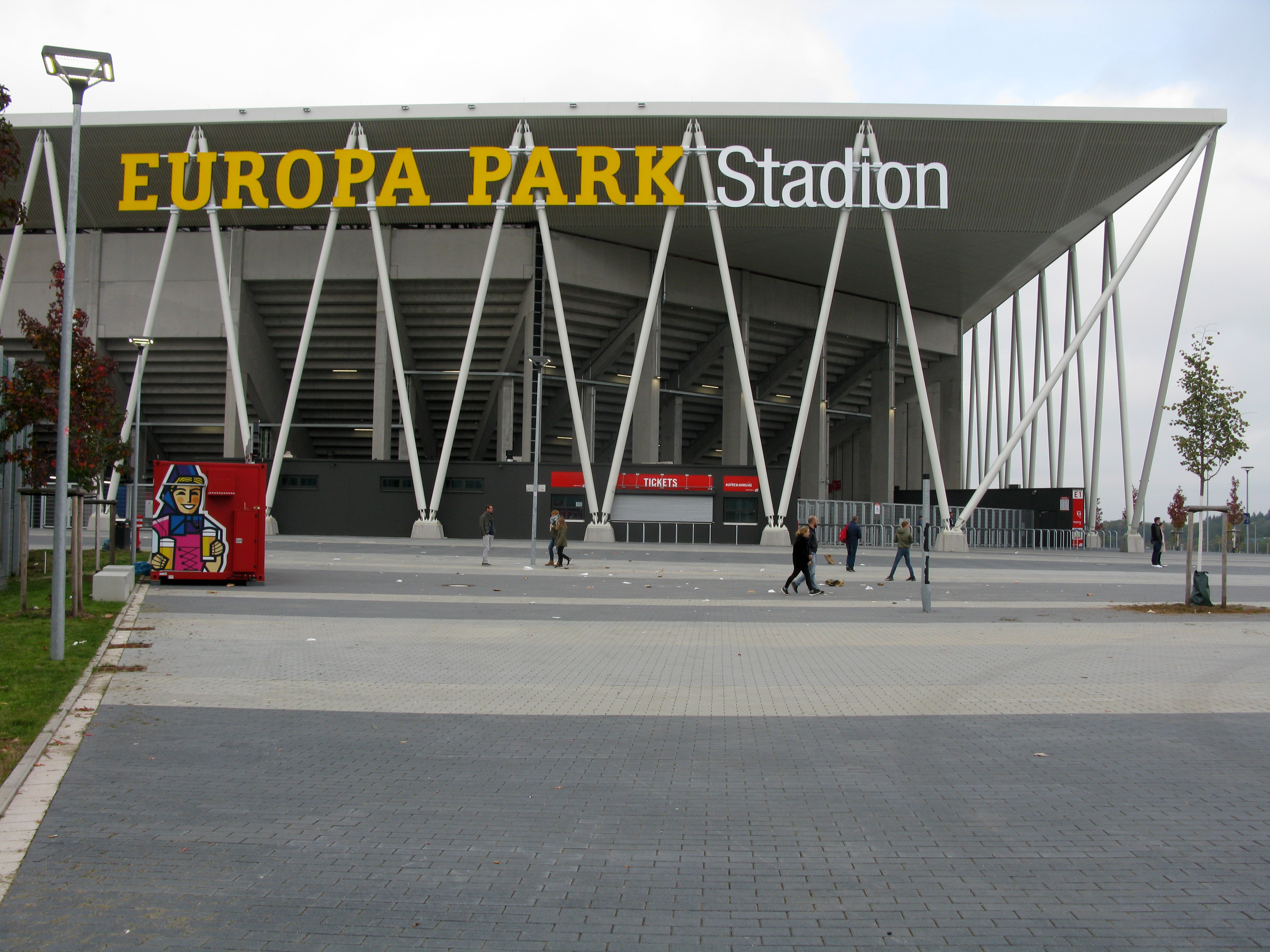
Namenssponsoring beim Sport-Club Freiburg, das Europa-Park-Stadion in Freiburg

Der Europa-Park ist ein Freizeit- und Themenpark in Rust im Ortenaukreis in Baden-Württemberg. Mit über 6 Millionen Besuchern im Jahr 2024 ist er der meistbesuchte Freizeitpark im deutschsprachigen Raum.
Laut AECOM-Theme-Index 2023 ist der Europa-Park auf Platz 18 der 25 besucherstärksten Freizeitparks der Welt. Der Freizeitpark ist mit 6 Millionen Gästen nach dem Disneyland Paris der besucherstärkste Freizeitpark Europas sowie der besucherstärkste saisonale Freizeitpark der Welt. Zusammen mit dem Wasserpark Rulantica hatte das Resort eine Gesamtbesucheranzahl von 7,2 Millionen. Die „Golden Ticket Award“-Jury der US-Zeitschrift Amusement Today wählte den Europa-Park im September 2024 zum neunten Mal zum besten Freizeitpark der Welt.
Auf einer Gesamtfläche von rund 950.000 m² werden in 20 Themenbereichen über 100 Attraktionen – darunter viele Fahrgeschäfte – und mehrere Shows geboten. Zum Europa-Park Resort gehören neben dem eigentlichen Freizeitpark der Wasserpark Rulantica, sechs Hotels, ein Campingplatz, eine Westernstadt, ein Kino, ein Konferenzzentrum und zahlreiche Gastronomie-Angebote, darunter ein 2-Sterne-Lokal und das Erlebnisrestaurant Eatrenalin.

## Geschichte

### Gründung

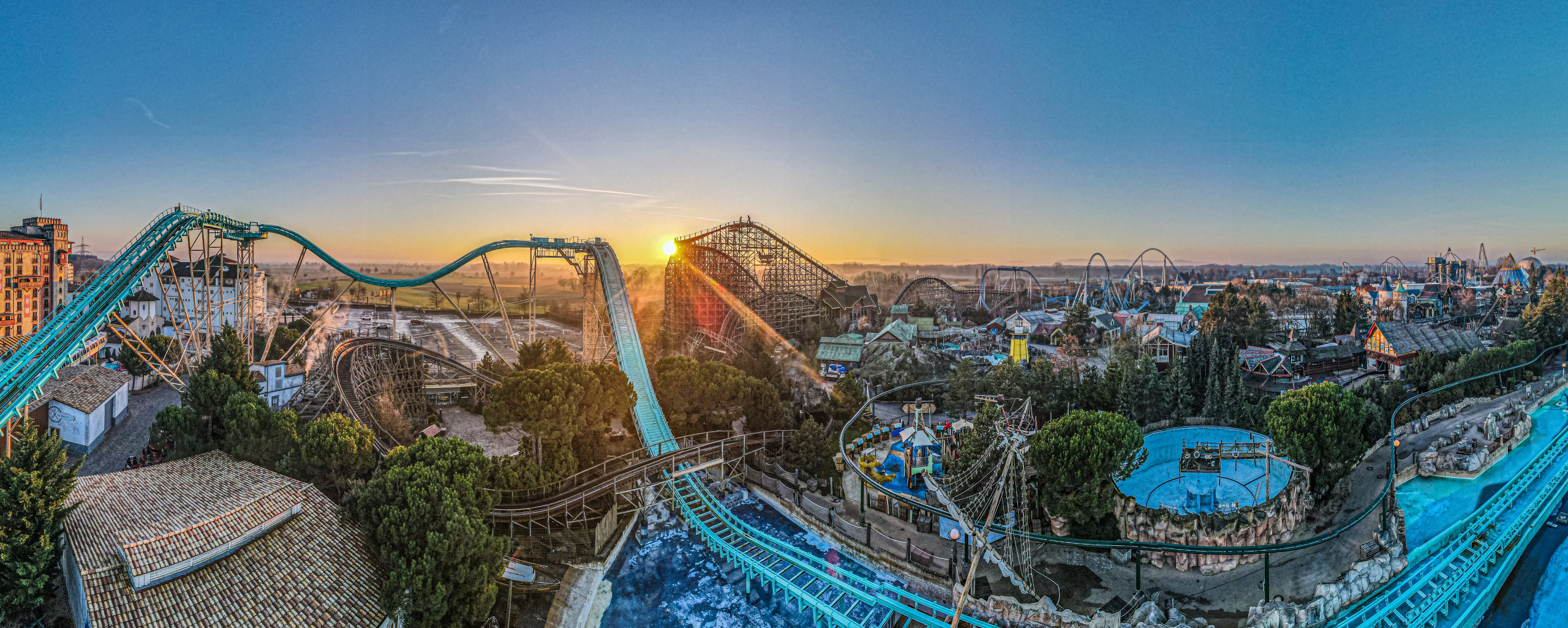
Der Europa-Park in Rust (Panorama).

Der Europa-Park wird von der Familie Mack geführt, die seit 1780 Fahrzeuge produziert, seit 1880 Zirkus- und Schaustellerwagen und seit 1921 Achterbahnen. 1958 übernahm Franz Mack zusammen mit seinen Brüdern das Familienunternehmen Mack GmbH & Co. KG (heute: Mack Rides). Während einer USA-Reise im Jahr 1972 hatten Franz Mack und sein Sohn Roland die Idee, einen Freizeitpark zu eröffnen, der als Ausstellungsfläche für die in ihrem Unternehmen in Waldkirch hergestellten Produkte dienen sollte. Ein geeignetes Gelände für den Park wurde zunächst in Breisach gefunden. Weil diese Fläche später als Rhein-Überschwemmungsgebiet ausgezeichnet wurde, fiel sie aber als Park-Gelände aus. Der Name Europa-Park wurde in Anlehnung an einen bei Breisach gelegenen See, den Europaweiher, gewählt. Zwischenzeitlich bestand Interesse an einer ca. 20 Hektar großen Fläche bei Neuenburg am Rhein, auf der ein 2 Hektar großer, künstlicher See angelegt werden sollte. Schließlich wurde auch diese Fläche aufgrund von Schwierigkeiten bei der Verkehrsanbindung nicht weiter verfolgt.

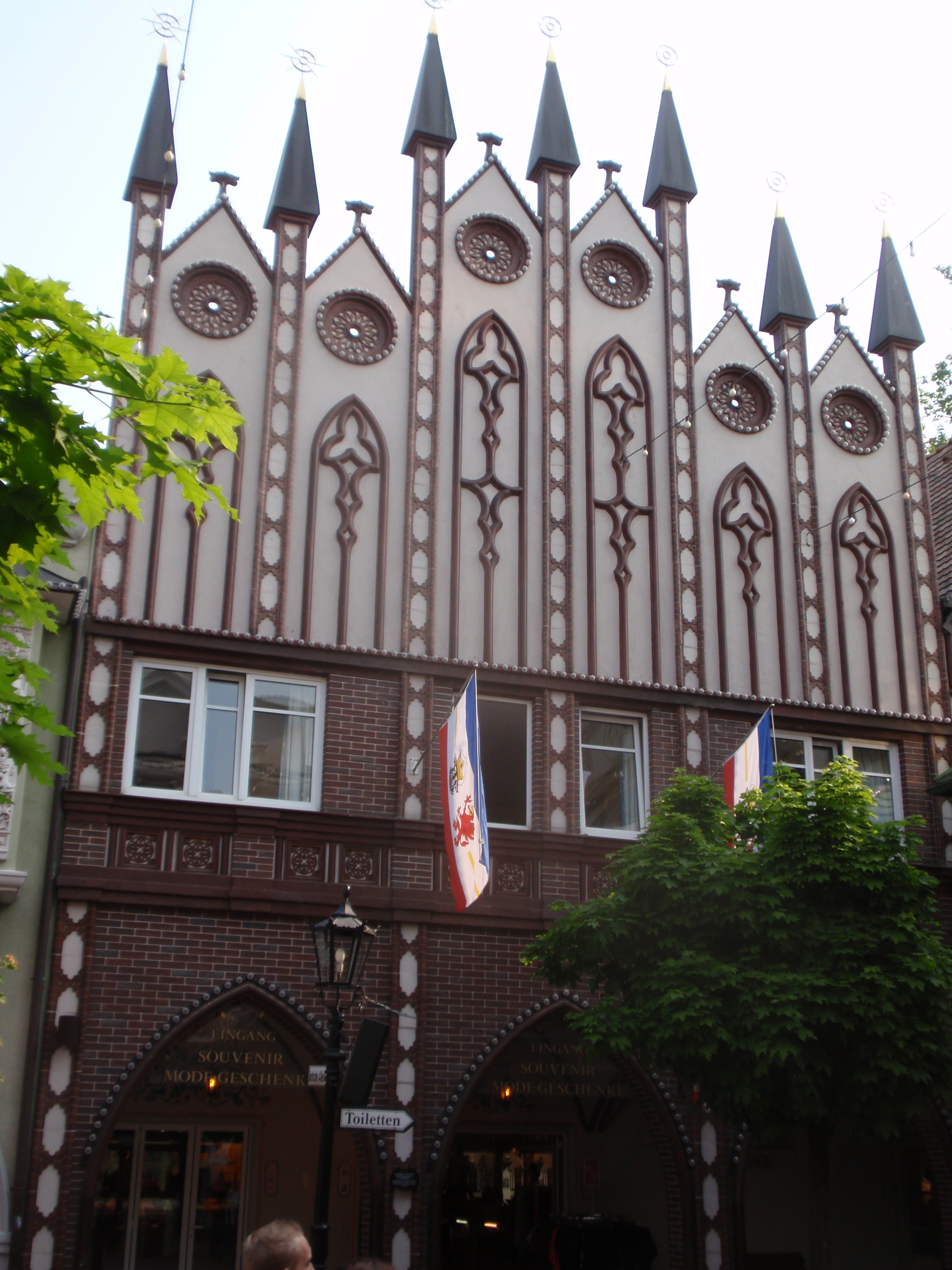
Mecklenburg-Vorpommern, repräsentiert durch ein der Backsteingotik nachempfundenes hanseatisches Stadthaus, auf der Deutschen Allee im Europa-Park

In der Gemeinde Rust erwarb die Familie Mack den Park des Schlosses Balthasar. Als weiteres Gelände wurde ein angrenzender Märchenpark erworben. Die Gesamtfläche belief sich auf 16 Hektar, und der Park wurde am 12. Juli 1975 eröffnet.
Nach der Gründung des Europa-Parks und dem Einstieg ins Freizeitparkgeschäft 1975 war der Park zunächst als Ausstellungsgelände für Produkte der Familie Mack geplant. Er wurde von Franz Mack und seinem Sohn Roland, später auch Jürgen, geleitet. Trotz der anfänglichen Skepsis von Pressevertretern besuchten den Park bereits im ersten Jahr 250.000 Menschen, ein Jahr später 700.000 und 1978 eine Million. 1982 folgte die Eröffnung des ersten Themenbereichs Italien und die damit verbundene Umsetzung des europäischen Themenkonzeptes. 1984 und 1985 wurden die ersten beiden größeren Bahnen, der Alpenexpress „Enzian“ und die Schweizer Bobbahn eröffnet. Mit der Umsetzung des europäischen Themenkonzeptes entstanden Holland (1984), England (1988), Frankreich (1990) (mit dem Wahrzeichen Eurosat), Skandinavien (1992), Schweiz (1993) und Spanien (1994). 1991 besuchten zwei Millionen Menschen den Europa-Park.
Dem Bedarf an Übernachtungsmöglichkeiten wurde 1995 mit der Eröffnung des El Andaluz, des ersten Hotels im Freizeitpark, das bereits im ersten Jahr zu 87 Prozent ausgebucht war, Rechnung getragen. 1999 folgte der Bau des zweiten Hotels Castillo Alcazar. Die Auslastung der Hotels lag im Jahr 2000 bei 97,7 Prozent bei drei Millionen Parkbesuchern. 2001/02 öffnete der Park das erste Mal in der Wintersaison, in der 180.000 Gäste gezählt wurden. Der Park entwickelte sich vom Eintages- zum Mehrtagesausflugsziel. Im Jahr 2011 hatte er ungefähr 4,5 Millionen Besucher. 2018 umfasst der mittlerweile 90 Hektar große Park dreizehn Achterbahnen, sechs Themenhotels (El Andaluz, Santa Isabel, Castillo Alcazar, Colosseo, Bell Rock und Krønasår) und 100 weitere Attraktionen. Bis 2011 wurden knapp 700 Millionen Euro in den Park investiert.

### Großbrand am 26. Mai 2018
Am 26. Mai 2018 brach gegen 18:20 Uhr im Hallenkomplex, der sich zwischen dem niederländischen und dem skandinavischen Themenbereich befindet und die Themenfahrt Piraten in Batavia, eine Showbühne, ein Restaurant, sowie eine Kostümkammer für Mitarbeiter beinhaltet, ein Feuer aus, weshalb zunächst der Hallenkomplex geräumt wurde. Da sich das Feuer aber zu einem Großbrand entwickelte, wurden wenig später auch die beiden angrenzenden Themenbereiche und schließlich der gesamte Park, der an diesem Tag von ca. 25.000 Gästen besucht worden war, evakuiert. Trotz des Eingreifens der Feuerwehr wurde der Hallenkomplex sowie der südöstlich daran angrenzende Teil des skandinavischen Themenbereichs mit mehreren Restaurants und den Attraktionen Versunkene Stadt „Vineta“ und Andersens Märchenturm komplett zerstört.

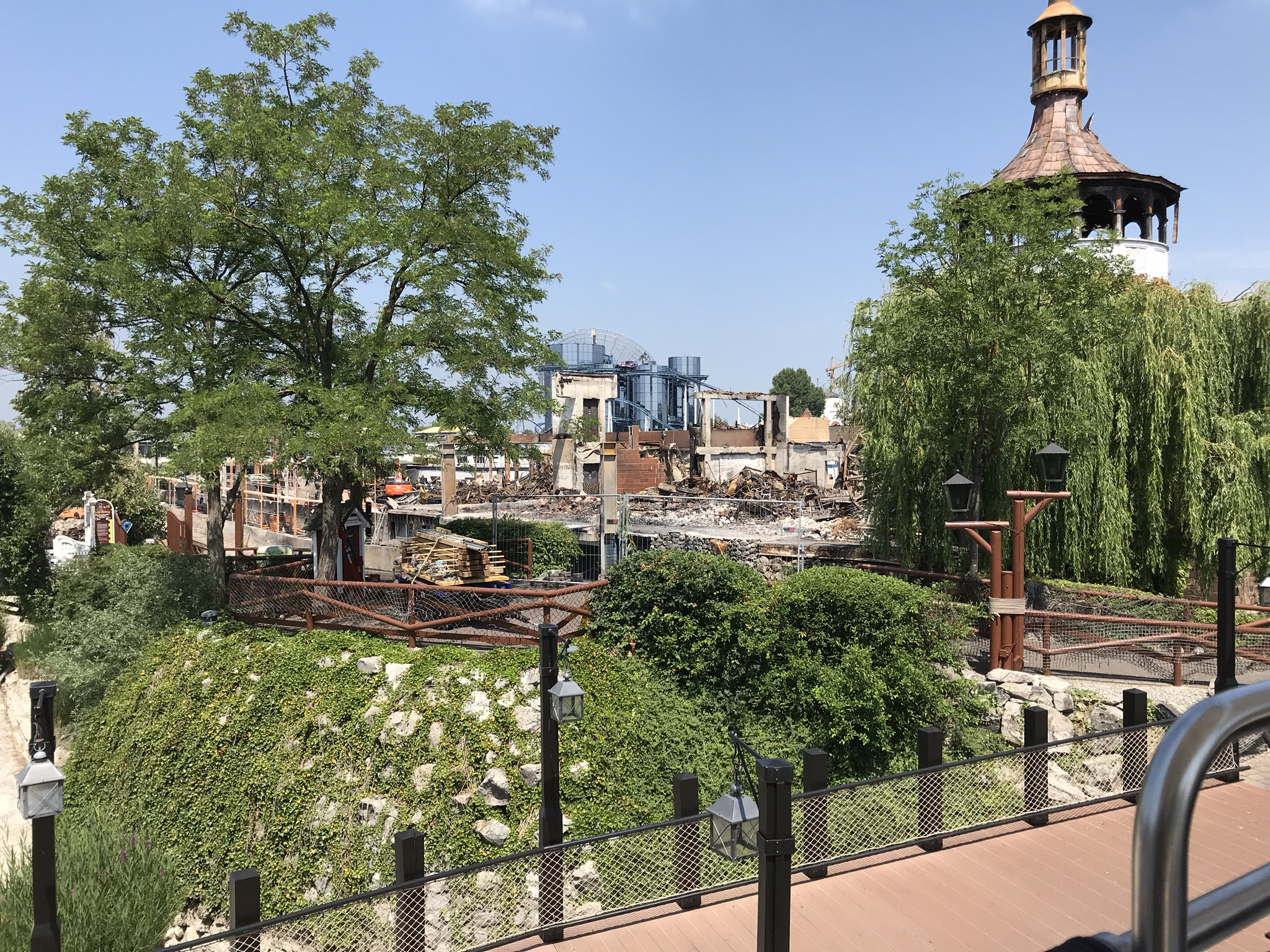
Blick von der Monorail aus auf den vom Großbrand betroffenen Bereich (5. Juni 2018)

Daneben wurde die Attraktion Fjord-Rafting, deren Kanal unter anderem entlang des Hallenkomplexes und des betroffenen Teils des skandinavischen Themenbereichs verläuft, durch Trümmer von abgebrannten Holzfassaden in Mitleidenschaft gezogen. Nach Angaben der Betreiber entstand ein Sachschaden in zweistelliger Millionenhöhe. Im Verlauf der Löscharbeiten wurden sieben Feuerwehrleute leicht verletzt. Unter den Besuchern und Mitarbeitern gab es keine Verletzten. Nachdem das Feuer bis auf einige Glutnester gelöscht worden war, öffnete der Park am nächsten Morgen wieder regulär. Lediglich die vom Feuer zerstörten Attraktionen, Restaurants, Showbühnen und Läden, das in Mitleidenschaft gezogene Fjord-Rafting, sowie die sehr nahe am betroffenen Areal stehende Attraktion Koffiekopjes blieben zunächst geschlossen. Auch die Attraktion Vindjammer war, da einer der zwei Zugänge über den betroffenen Teil des skandinavischen Themenbereichs verläuft, zunächst geschlossen. Nachdem der verbliebene Zugang angepasst und der andere Zugang abgesperrt worden war, wurde die Attraktion aber kurz nach der Öffnung des Parks dennoch in Betrieb genommen. Am 31. Mai 2018 folgte die Attraktion Koffiekopjes. Nach dem Abschluss der Spurensuche zur Brandursache und der anschließenden Befreiung des Fjord-Rafting-Kanals von Trümmern, wurde die Attraktion am 9. Juni 2018 wieder in Betrieb genommen.
Als Ausbruchsort des Feuers wurde zunächst eine Lagerhalle nahe der Piraten in Batavia vermutet. Am 6. Juni 2018 gab das Polizeipräsidium Offenburg schließlich bekannt, dass das Feuer nach dem gegenwärtigen Stand der Ermittlungen auf einen technischen Defekt im Bereich des Fjord-Raftings zurückzuführen sei.
Sowohl das skandinavische Dorf als auch die Piraten in Batavia wurden weitgehend in ursprünglicher Form wieder aufgebaut, unter Berücksichtigung aktueller Vorschriften und Bestimmungen sowie Nutzung modernerer Technik (z. B. elektromechanischer anstelle pneumatischer Animatroniken). Aus Pietätsgründen entfiel die Brand- bzw. Brandschatzungs-Szene bei den Piraten. Skandinavien wurde im Juli 2019 wiedereröffnet, zudem entstand in diesem Themenbereich der neue Dark-Ride Snorri Touren, der sich die Wasserwelt Rulantica und das dazugehörige Maskottchen Snorri zum Thema gemacht hat. Die bei vielen Besuchern sehr beliebte Themenfahrt Piraten in Batavia ist seit dem 28. Juli 2020 wiedereröffnet.

### Umbau der Dschungel-Floßfahrt zu Josefinas kaiserlicher Zauberreise 2022
Die Dschungel-Floßfahrt wurde im Jahr 1978 eingeweiht und entführte laut Werbetext in das „fantastische Reich des afrikanischen Dschungelkönigs Salomon“.
2017 kam Kritik an dieser Attraktion auf. Bei der Floßfahrt seien Menschen unsensibel dargestellt worden, beispielsweise beim Bäumeklettern in traditioneller Kleidung. Die unrühmliche Kolonialgeschichte sei als „Abenteuer“ bezeichnet worden. Daraufhin teilte der Europa-Park mit, dass die Attraktion umgebaut werden sollte. Der Umbau verzögerte sich durch den Grossbrand 2018 und die Corona-Pandemie.
Im März 2022 wurde die ehemalige Dschungel-Floßfahrt zu einem Alpensee umgestaltet und unter dem Namen „Josefinas kaiserliche Zauberreise“ neu eröffnet, passend zum Themenbereich Österreich. 2022 wurden noch die alten Flöße wiederverwendet. Mit der Saison 2023 erhielt die Attraktion neue Boote.

### Brand am 19. Juni 2023
Am 19. Juni 2023 kam es gegen 16:40 Uhr zu einem Brand im Bereich der Indoor-Attraktion „Yomi-Zauberwelt der Diamanten“, laut Polizei brach der Brand in einem Technikraum aus. Es handelt sich bei dieser Attraktion – einer der ältesten des Parks – um eine künstlich gestaltete Höhle, durch die Teile der Achterbahn „Alpenexpress Enzian“ und der „Tiroler Wildwasserbahn“ verlaufen. Unter den Besuchern gab es keine Verletzten, zwei Feuerwehrleute erlitten eine leichte Rauchvergiftung. Insgesamt waren 450 Einsatzkräfte im Einsatz. 25.000 Gäste wurden geordnet evakuiert, die alle den Park gegen 18:50 Uhr verlassen hatten. Die Polizei teilte mit: „Die Sicherheitsmechanismen – wie Brandmelder und Alarmpläne – haben nach derzeitigem Stand reibungslos funktioniert.“ Bereits am nächsten Tag konnte der Park wieder öffnen, allerdings bleiben die Attraktionen „Alpenexpress Enzian“, „Tiroler Wildwasserbahn“ und „Yomi-Zauberwelt der Diamanten“ sowie die zwei Shops auf unbestimmte Zeit geschlossen. Die direkt an der Brandstelle vorbeifahrende „Panoramabahn“ konnte fünf Tage nach dem Brand wieder in Betrieb genommen werden.
Beim Wiederaufbau hat sich der Park für eine Thematisierung nach einer Schlucht und Felsenlandschaft statt der bisherigen Höhle in einer Halle entschieden. Die Attraktionen „Alpenexpress Enzian“ sowie „Tiroler Wildwasserbahn“ konnten am 14. Mai 2024 offiziell wiedereröffnet werden. Die Attraktion „Alpenexpress Enzian“ hat eine fast identische Streckenführung, während die „Tiroler Wildwasserbahn“ angepasst wurde. Aufgrund der angepassten Thematisierung fällt die „Yomi-Zauberwelt der Diamanten“ weg, dafür gibt es jetzt die „Zauberschlucht der Diamanten“, durch die der „Yomi Abenteuer Trail“ führt.

## Betreiber
Betrieben wird der Europa-Park von der Europa-Park GmbH & Co Mack KG. Die Familie Mack stellt mit der Mack Rides GmbH seit acht Generationen Achterbahnen und Attraktionen her. Geschäftsführer des Parks sind Roland Mack, sein Bruder Jürgen Mack und Roland Macks Söhne Thomas Mack und Michael Mack.
Die Betreiberfirma beschäftigte mit Stand von 2016 im Jahresdurchschnitt rund 3600 Mitarbeiter und erzielte einen Umsatz von 300 Millionen Euro.

## Logo und Soundtrack
Das Logo des Parks zeigt den Schriftzug „EUROPA PARK“ verziert mit drei fliegenden Sternen, deren Spitzen Flügelbewegungen nachahmen. Es ist markenrechtlich geschützt.
Im Juli 2011 stellte der Europa-Park eine orchestrale Soundtrack-CD vor, die ihm eine musikalische Identität verleihen soll. Eigens komponiert wurde das Werk vom Freiburger Komponisten Hendrik Schwarzer und eingespielt vom Belarus Philharmonic Orchestra unter der Leitung von Dirigent Bernard Fabuljan. Das prominenteste Motiv der Komposition wird mit Bezug auf die fliegenden Sterne des Parklogos als „Flying Stars Fanfare“ bezeichnet. Die übrigen Stücke des Soundtracks sind überwiegend Variationen dieses Motivs. Sie sind seit Juli 2011 in verschiedenen Bereichen des Parks zu hören und werden in Werbe- und Infofilmen verwendet. Der Titel „The Old Man And His Dream“ ist eine Hommage an den 2010 verstorbenen Parkgründer Franz Mack.

## Eingangsbereich

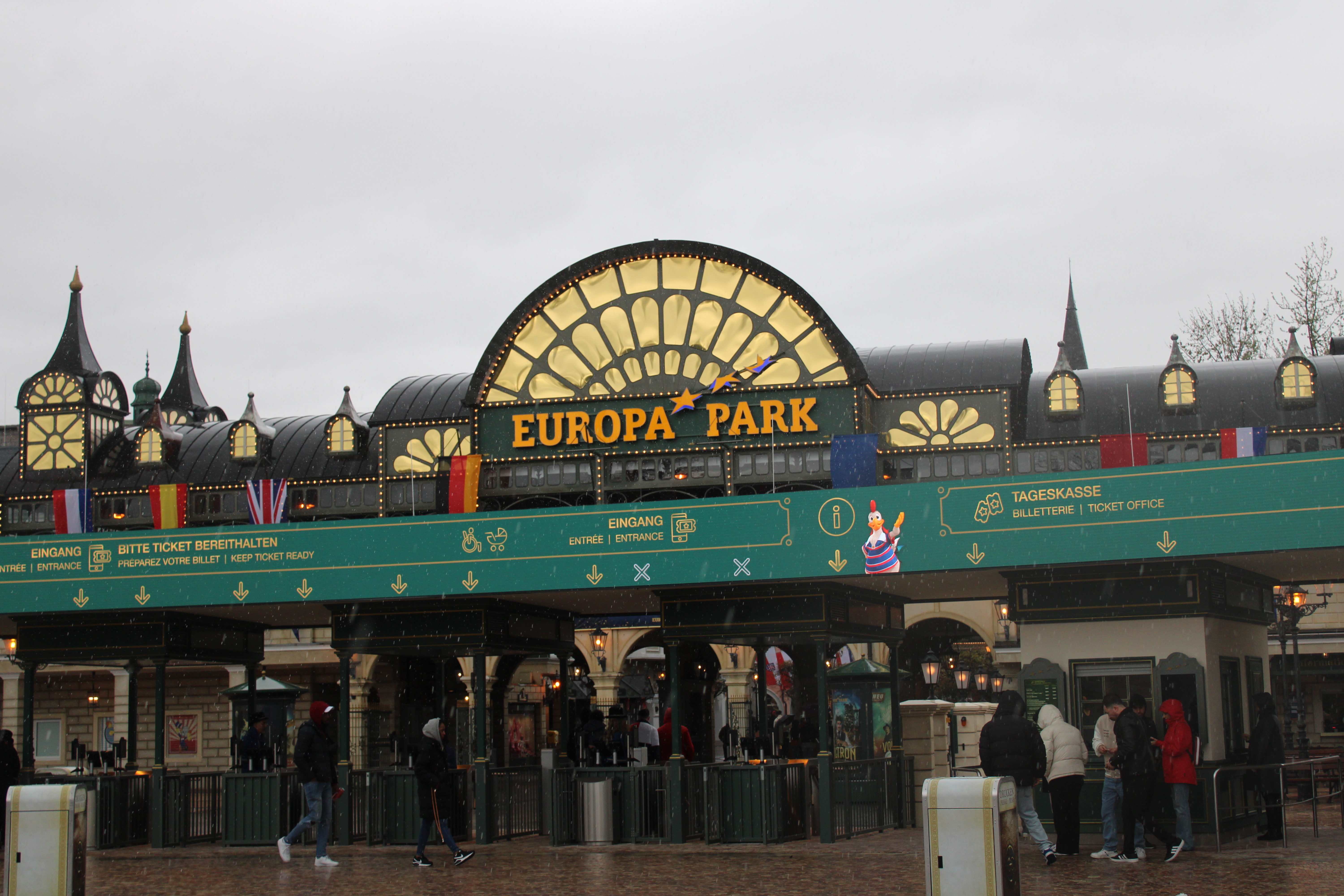
Teil des Haupteingangs des Europa-Park.

Im Eingangsbereich zum Europa-Park steht die große Statue des Park-Maskottchens, Ed Euromaus. Es folgen der Brunnen der Begegnung, gleich danach mehrere Kassenhäuschen, und dahinter befinden sich die Kassen für Gruppen- und Bus-Anmeldungen, sowie der eigentliche Eingangsbau. In dessen oberem Stockwerk befindet sich der Bahnhof Alexanderplatz der Einschienenbahn EP-Express.
Zu Beginn der Saison 2024 wurde der Haupteingang neu gestaltet. Da der überwiegende Teil der Besucher inzwischen seine Tickets online kauft, wurde die Anzahl der Kassenhäuschen reduziert. Dafür wurde die Anzahl der Drehkreuze für die Ticketkontrolle, die bisher bei hohem Besucheraufkommen ein Nadelöhr bildeten, deutlich erhöht.

## Transportmittel
Aufgrund der Größe des Parkes dienen die drei Bahnen EP-Express, Monorail-Bahn und Panoramabahn neben ihrer Funktion als Fahrgeschäft auch als Transportmittel. Daneben wurde zur Sommersaison 2015 auf dem Parkplatz des Parks ein Fahrsteig namens Express Lane in Betrieb genommen.

### Panoramabahn
Die Panoramabahn, die es seit der Eröffnung des Parks im Jahr 1975 gibt, ist eine offene, überdachte Parkeisenbahn, die den gesamten Park ebenerdig durchfährt. Jede Lokomotive zieht sechs Wagen mit je sieben Sitzreihen für zwei Personen, so dass insgesamt 84 Fahrgäste pro Zug befördert werden können. Zunächst diente die Panoramabahn ausschließlich als Aussichtsbahn, und ihr Start- und Zielbahnhof lag im Eingangsbereich des Parks. Später kam ein Bahnhof im Märchenwald dazu, von dem heute nur noch die Plattform des ehemaligen Bahnsteigs zu erkennen ist. Mit der Eröffnung des spanischen Themenbereichs im Jahr 1994 wurde die Streckenführung erweitert und der Bahnhof Spanien hinzugefügt. Heute hält die Panoramabahn an den vier Bahnhöfen Deutschland, Paddington Station (England), Spanien und Russland. Der Park besitzt fünf Züge vom Typ C. P. Huntington. Hergestellt werden diese Züge von der US-amerikanischen Firma Chance Morgan. Ursprünglich besaßen die Lokomotiven einen Dieselmotor. In der Wintersaison 2019/2020 nahm der Park die erste Elektrolok in Betrieb, und im Jahr 2022 wurde die Umstellung aller Loks auf batterieelektrischen Antrieb abgeschlossen. In jedem der vier Bahnhöfe sowie im Betriebshof befinden sich induktive Ladeanschlüsse im Boden, durch die die Traktionsbatterien während des Halts wieder aufgeladen werden. Da sich die Haltezeiten dadurch etwas verlängert haben, dauert eine vollständige Runde mit der Panoramabahn nun knapp 20 Minuten (ursprünglich waren es 15 Minuten).

### Monorail-Bahn

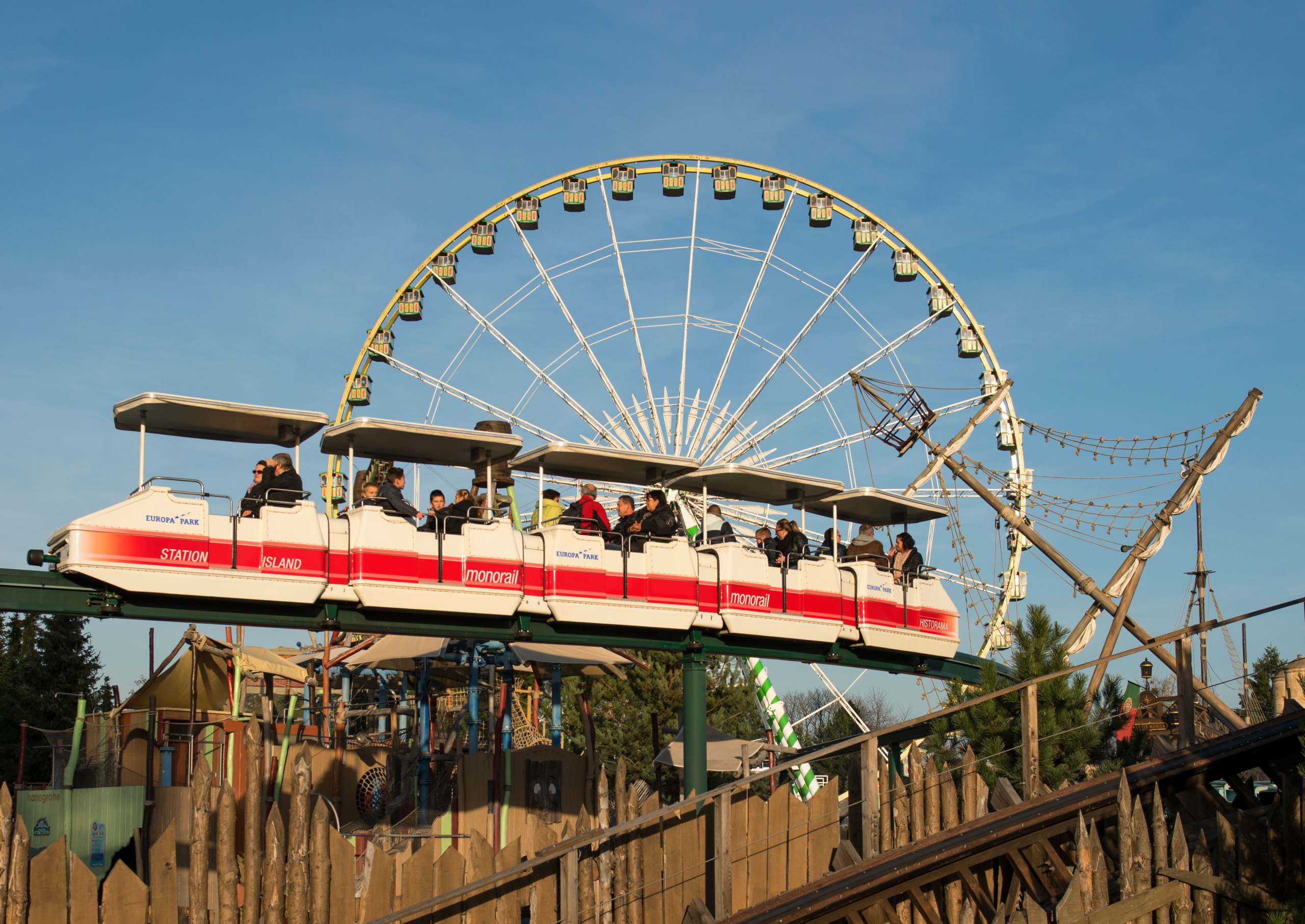
Die Monorail-Bahn im Europa-Park. Im Hintergrund das Riesenrad „Bellevue“ in der Wintersaison.

Die Monorail-Bahn ist die älteste der drei noch in Betrieb befindlichen Einschienenbahnen im Europa-Park (neben EP-Express und Volo da Vinci). Ursprünglich war die 1990 eröffnete Bahn eine reine Aussichtsbahn mit Start- und Zielpunkt im Historama im luxemburgischen Themenbereich. Mit der Eröffnung des neuen Themenbereichs Island im Jahr 2009 wurde die Strecke der Monorail-Bahn dorthin verlängert und erhielt eine zusätzliche Station, so dass sie nun als Transportmittel in der südlichen Hälfte des Europa-Parks diente. Die offenen, überdachten Züge haben elektrische Schiebetüren und können jeweils achtzehn Fahrgäste transportieren (im ersten Wagen zwei, in den restlichen jeweils vier Sitzplätze). Eine Rundfahrt dauert etwa sieben Minuten.
In den Anfangsjahren des Parks ab 1975 gab es eine deutlich kleinere Monorail-Bahn, deren Züge über Klappdächer verfügten (zum Ein- und Aussteigen wurden sie durch eine Mechanik schräg hochgeklappt). Sie war baugleich mit der heute noch in Betrieb befindlichen „Panoramabahn“ im Heide-Park. Pro Wagen konnten zwei Fahrgäste hintereinander sitzen. Abbildungen dieser ersten Monorail-Bahn sind im Wartebereich der Station im Historama zu sehen. Sie wurde in den 80er-Jahren außer Betrieb genommen und an einen anderen Freizeitpark verkauft.

### EP-Express

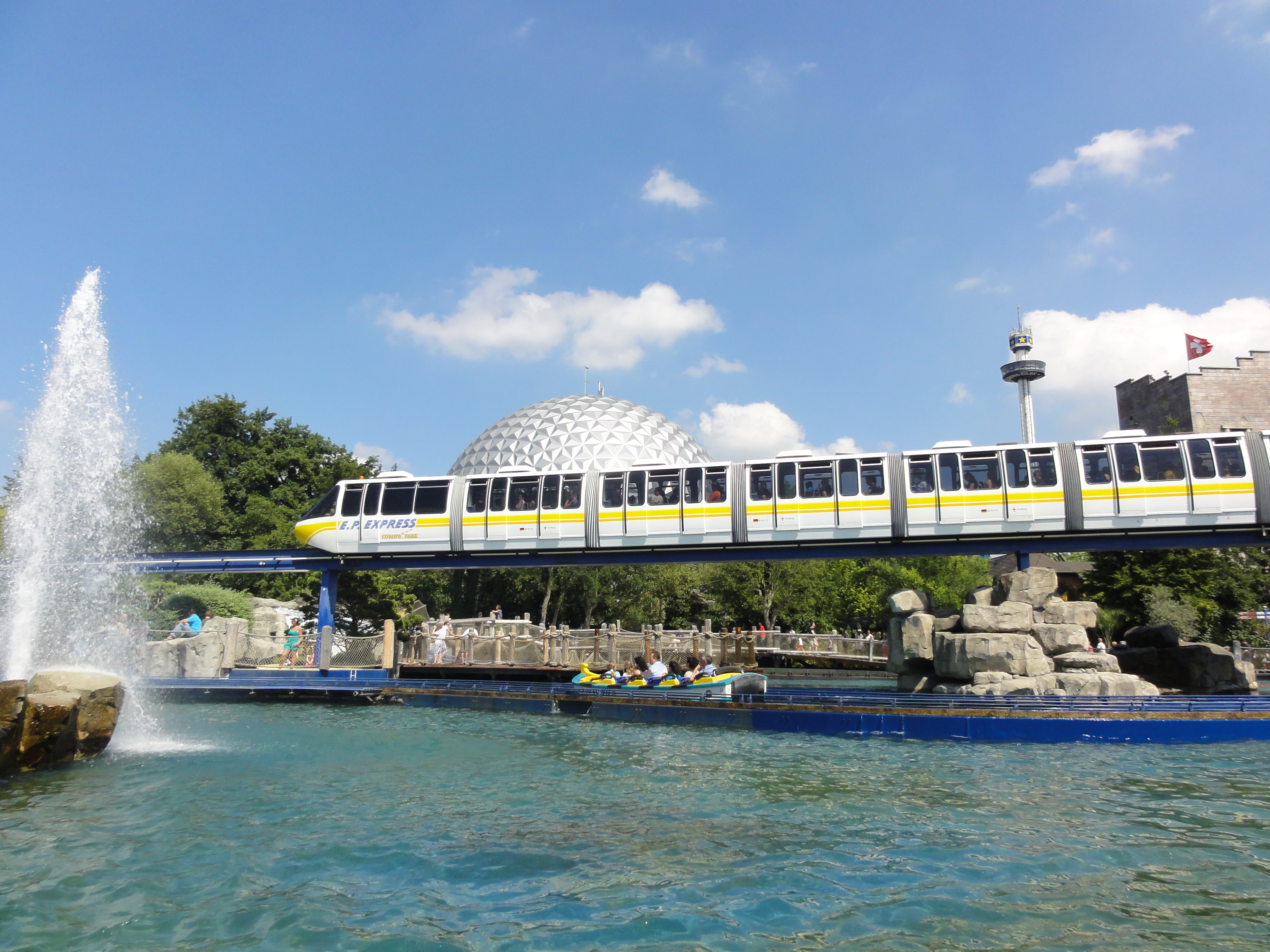
Der EP-Express

Der EP-Express wurde von Von Roll gebaut. Es handelt sich um eine Einschienenbahn mit geschlossenen, klimatisierten Wagen, die auf einem Rundkurs von 2,5 km Länge in einer durchschnittlichen Höhe von 6 m mit einer Maximalgeschwindigkeit von 20 km/h fährt. Jeder der drei Triebzüge besteht aus dem Triebwagen für den Zugführer, sieben Wagen für je zwölf Fahrgäste sowie einem Wagen für Rollstuhlfahrer und Kinderwagen. Gemeinsam mit der Eröffnung des Hotels El Andaluz im Jahr 1995 entstand zunächst die Station im spanischen Themenbereich, so dass nur eine Rundfahrt möglich war. Im Jahr 1996 wurde im Rahmen der Neugestaltung des Haupteingangs die Station Alexanderplatz geschaffen und somit die Verbindung zwischen den Hotels und dem Haupteingang hergestellt, so dass der EP-Express zu einem Transportmittel wurde. Später kamen noch die Stationen Griechenland (2001) und Hotel-Resort (2005) hinzu. Im Jahr 2016 wurde der Schienenabschnitt hinter dem Haupteingang verlegt und verlängert, um Platz für die neue Attraktion Voletarium zu schaffen. Seitdem dauert eine vollständige Runde mit dem EP-Express 17 Minuten.
Ursprünglich wurde die Bahn mit vier Zügen des Typs Von Roll Mk-2 für die World Expo 1988 in Brisbane (Australien) gebaut. Nach der Weltausstellung ging einer der Züge an das australische Sea World und ergänzte dort zwei bereits vorhandene baugleiche Monorail-Züge (Baujahr 1986). Die drei restlichen Züge aus Brisbane wurden 1993/1994 vom Europa-Park erworben und nach Rust gebracht, wo sie neu lackiert und modernisiert wurden, z. B. wurden Klimaanlagen in die Wagen eingebaut. Das Design der Züge symbolisiert die Länder, die das Einzugsgebiet des Europa-Parks bilden: Der gelbe Zug mit den Wappen von Berlin und Freiburg steht für Deutschland, der rote Zug mit den Wappen von Bern und Basel steht für die Schweiz, und der blaue Zug mit den Wappen von Paris und Strassburg steht für Frankreich.
Am 18. August 2018 ereignete sich der bisher einzige Unfall. Während einer Rangierfahrt im Bereich der Weiche, die die Hauptstrecke mit dem Abstell- und Wartungsgleis verbindet (vor der Einfahrt in die Station Spanien), stießen zwei Züge mit niedriger Geschwindigkeit zusammen. Als Ursache wurde menschliches Versagen ermittelt. Es entstand geringer Sachschaden; ein Zugführer und ein Mitfahrer wurden leicht verletzt. Der Betrieb konnte noch am selben Tag mit dem dritten, am Unfall nicht beteiligten Zug fortgesetzt werden. Auch die beiden betroffenen Züge konnten nach kurzer Reparaturphase wieder eingesetzt werden.

## Themenbereiche

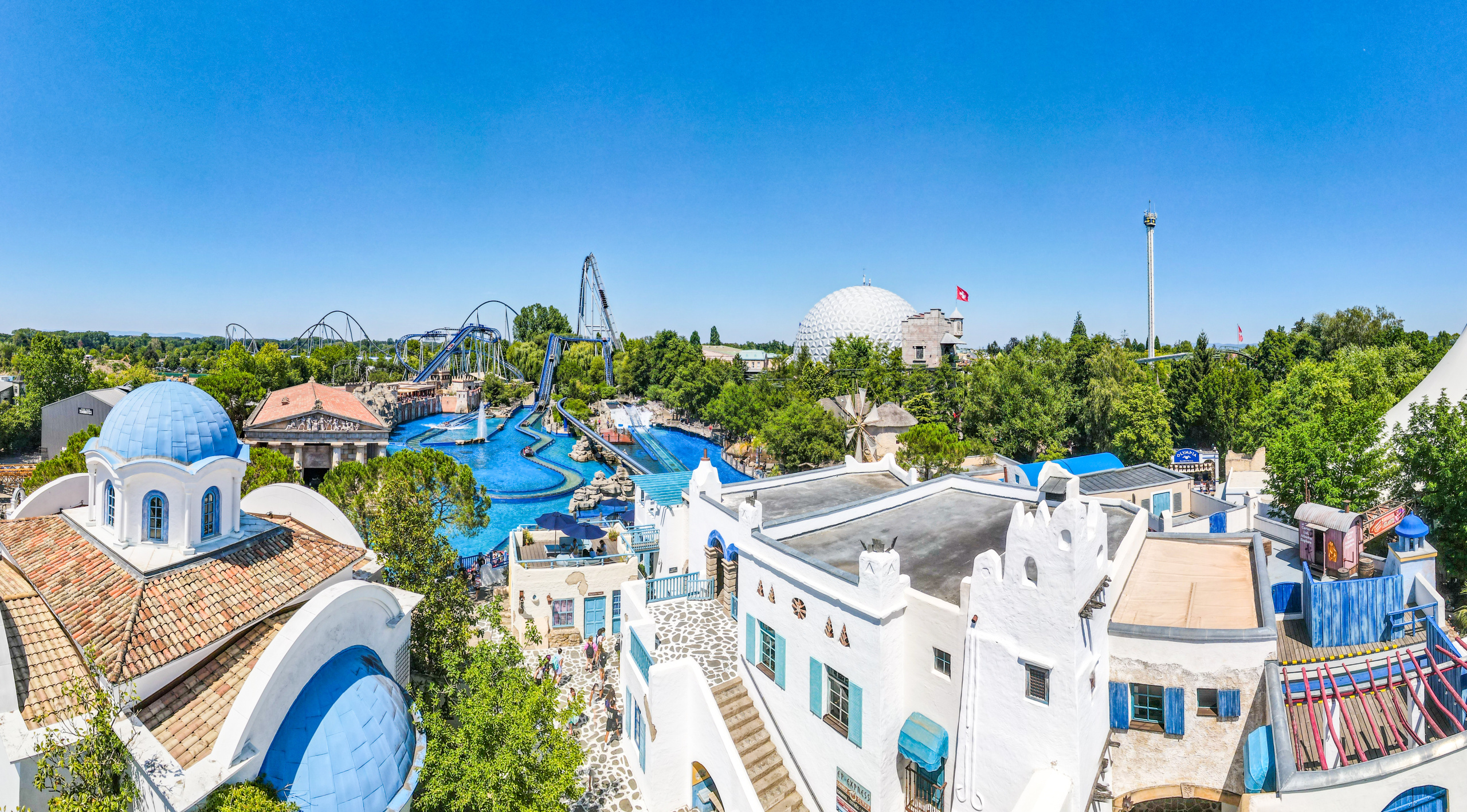
Beispielhaft der Griechische Themenbereich des Europa-Park.

Der Park ist in 20 Themenbereiche aufgeteilt, von denen 17 europäische Länder bzw. Regionen darstellen und möglichst authentisch und landestypisch gestaltet sind. Sie sollen den Besuchern das Gefühl vermitteln, innerhalb eines Tages mehrere europäische Länder entdecken zu können. Als erster Themenbereich wurde Italien im Jahr 1982 eröffnet. Als bauliche Vorlage für den Schweizer Themenbereich diente das Schweizer Bergdorf Grimentz. Roland Mack ist seit 2006 Ehrenbürger des benachbarten Chandolin. Das „Chocoland“ war ein Themenbereich ohne direkten Landesbezug. 2010 wurde es aufgegeben und die Attraktionen dem englischen Themenbereich hinzugefügt. Das „Chocoland“ wurde zum „Europa-Park-Historama“ umgestaltet und im Drehtheater „Zeitreise“ eine Ausstellung über die Geschichte des Europa-Parks eingerichtet. Im Zuge der Eröffnung von Rulantica wurde das Erdgeschoss inkl. Drehtheater in einen Infobereich für den Wasserpark umgebaut. Andere Themenbereiche ohne Landesbezug sind „Abenteuerland“ (1978), „Grimms Märchenwald“ (2012 neugestaltet) und „Königreich der Minimoys“ (2014).
| Land/Region             | Eröffnung | Hauptattraktionen                                                                 |
| ----------------------- | --------- | --------------------------------------------------------------------------------- |
| Italien                 | 1982      | Volo da Vinci, Castello dei Medici                                                |
| Holland                 | 1984/2020 | Piraten in Batavia                                                                |
| England                 | 1988      | Arena of Football, Globe Theater                                                  |
| Frankreich              | 1989      | Silver Star, Eurosat – CanCan Coaster                                             |
| Österreich              | 1992      | Alpenexpress „Enzian“, Josefinas kaiserliche Zauberreise, Tiroler Wildwasserbahn  |
| Skandinavien            | 1992/2019 | Fjord Rafting, Snorri Touren                                                      |
| Schweiz                 | 1985      | Matterhornblitz, Schweizer Bobbahn                                                |
| Spanien                 | 1994      | Kolumbusjolle                                                                     |
| Deutschland             | 1996      | Voletarium                                                                        |
| Russland                | 1998      | Euro-Mir                                                                          |
| Griechenland            | 2000      | Wasserachterbahn Poseidon, Pegasus – Die YoungStar Achterbahn, Abenteuer Atlantis |
| Portugal                | 2005      | Atlantica SuperSplash                                                             |
| Island                  | 2009      | Blue Fire Megacoaster, Wodan – Timburcoaster                                      |
| Königreich der Minimoys | 2014      | Arthur                                                                            |
| Luxemburg               | 2016      | Food Loop, GRAND PRIX EDventure                                                   |
| Irland                  | 2016      | Ba-a-a Express                                                                    |
| Liechtenstein           | 2023      | Liechtensteiner Ballonfahrt                                                       |
| Kroatien                | 2024      | Voltron Nevera                                                                    |

## Attraktionen

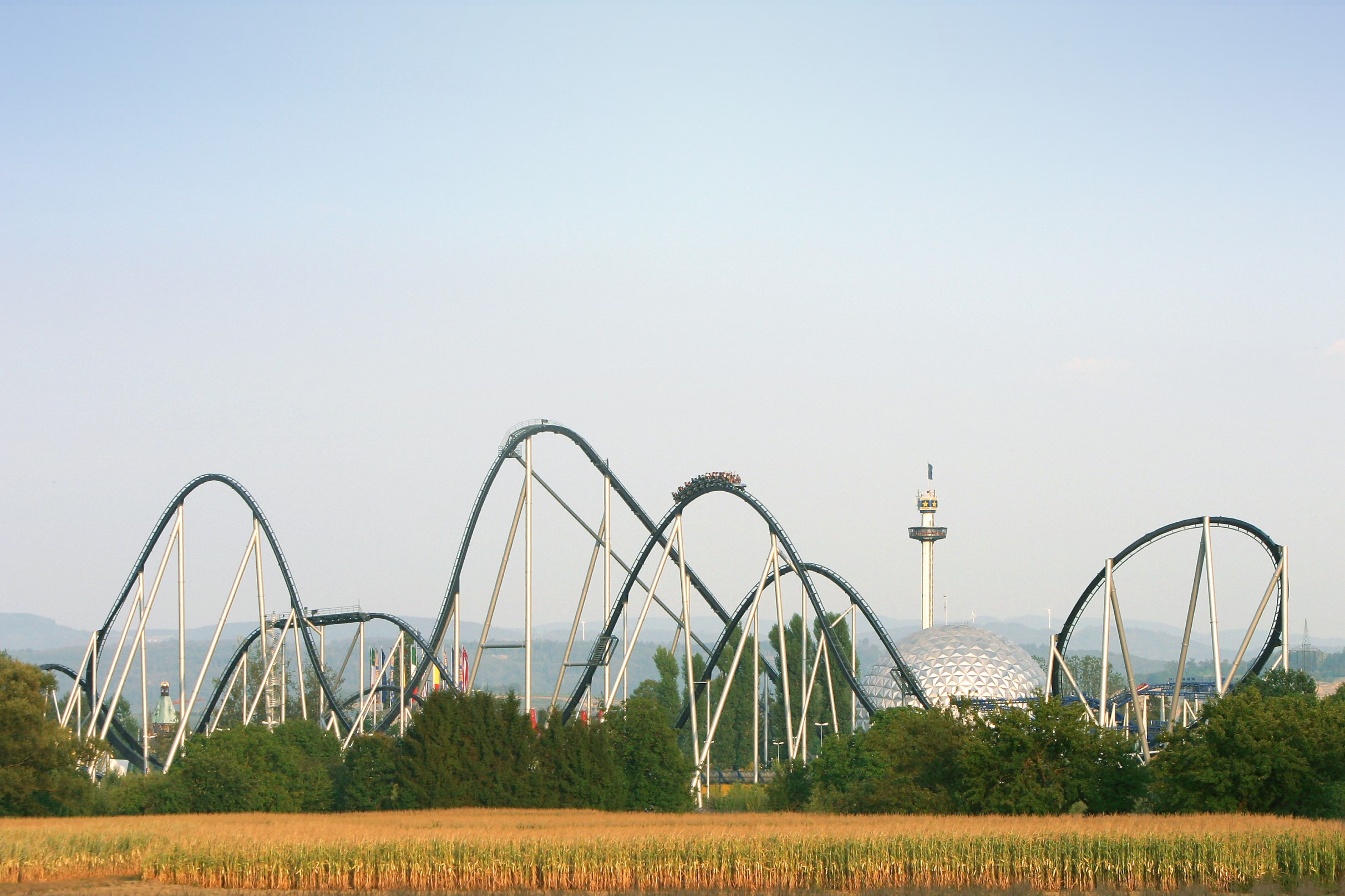
Die gesamte Strecke des Silver Star.

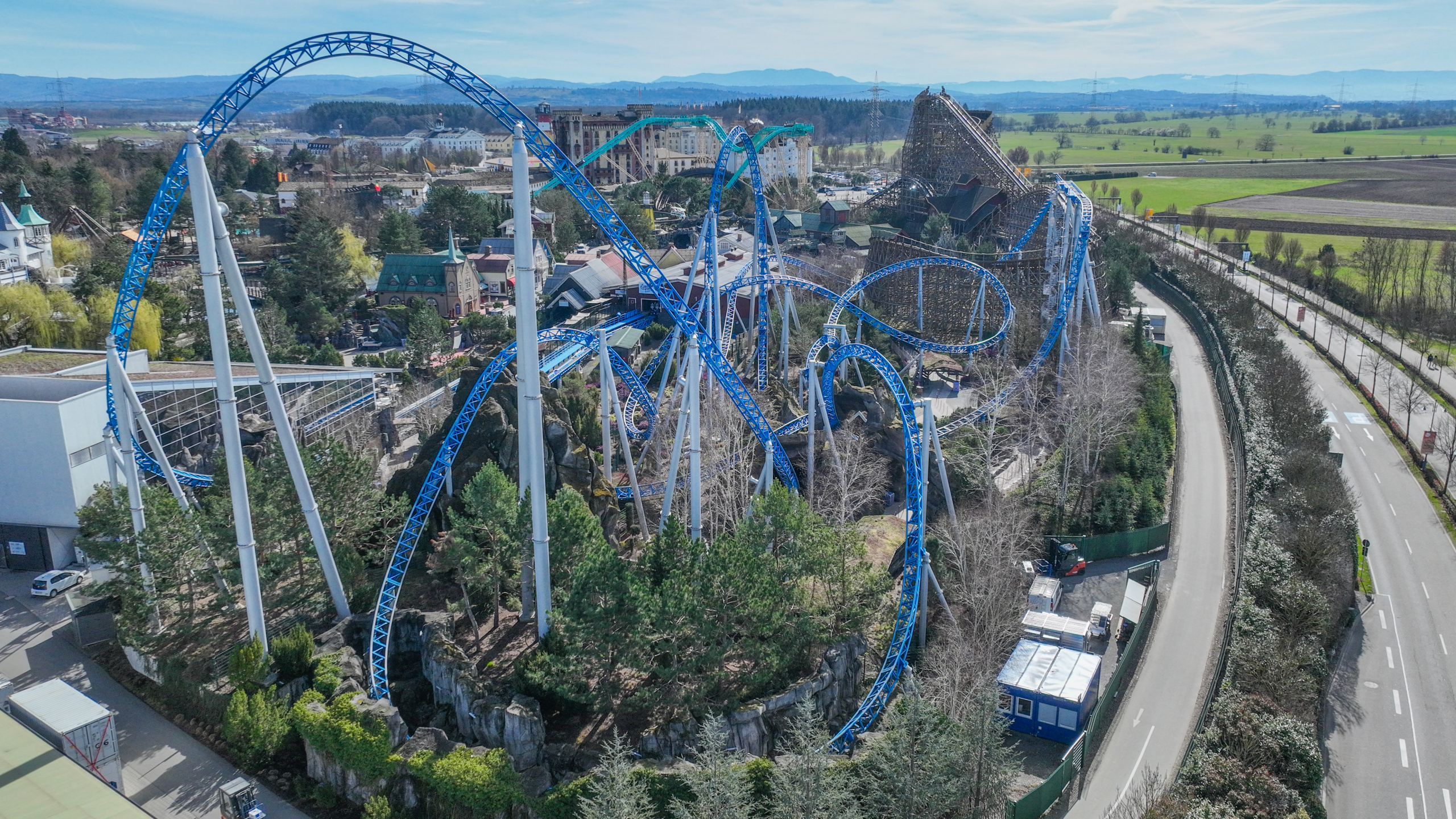
Der Blue Fire Megacoaster. Im Hintergrund die Holzachterbahn Wodan.

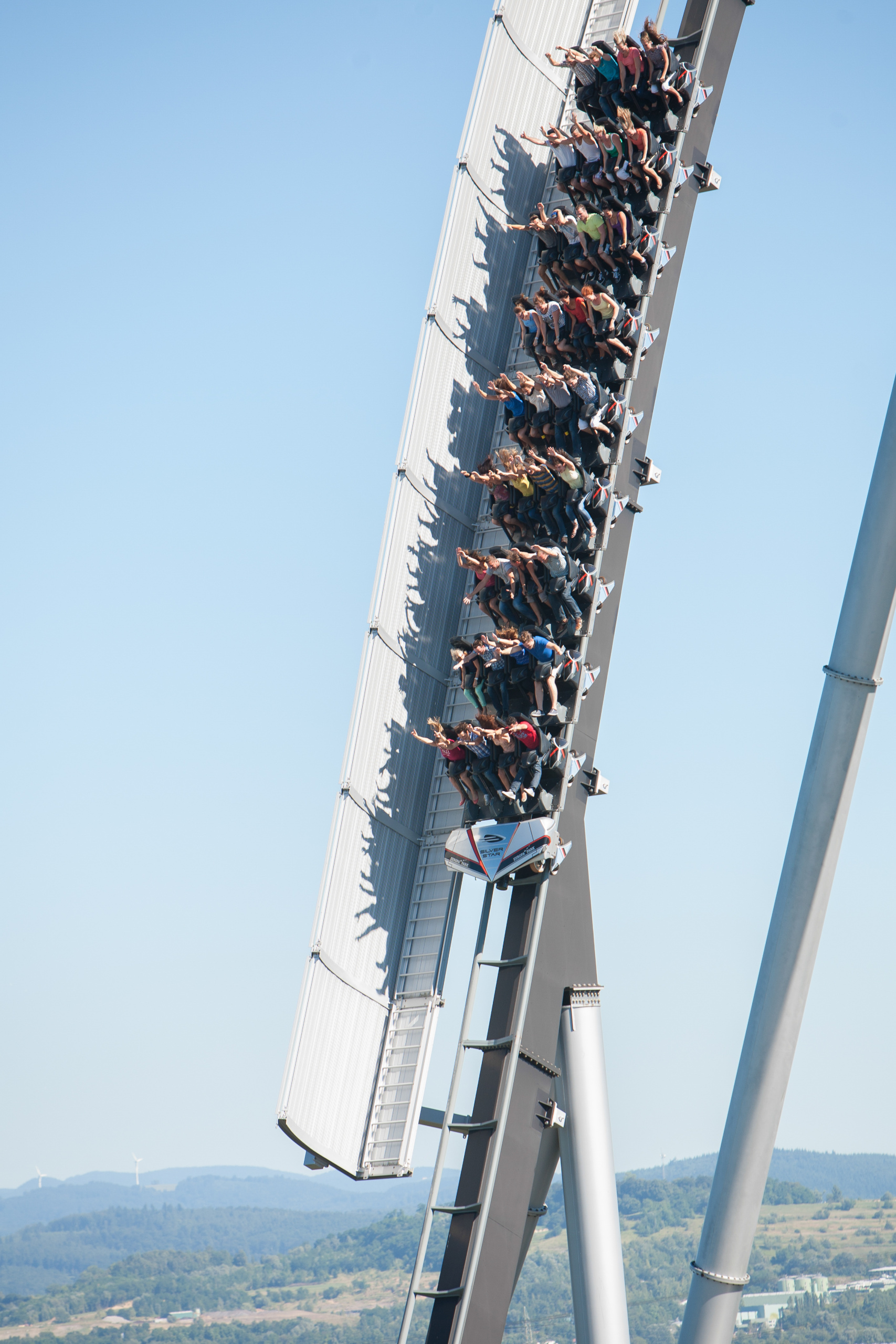
„Sturzflug“ von 73 Meter Höhe im Silver Star.

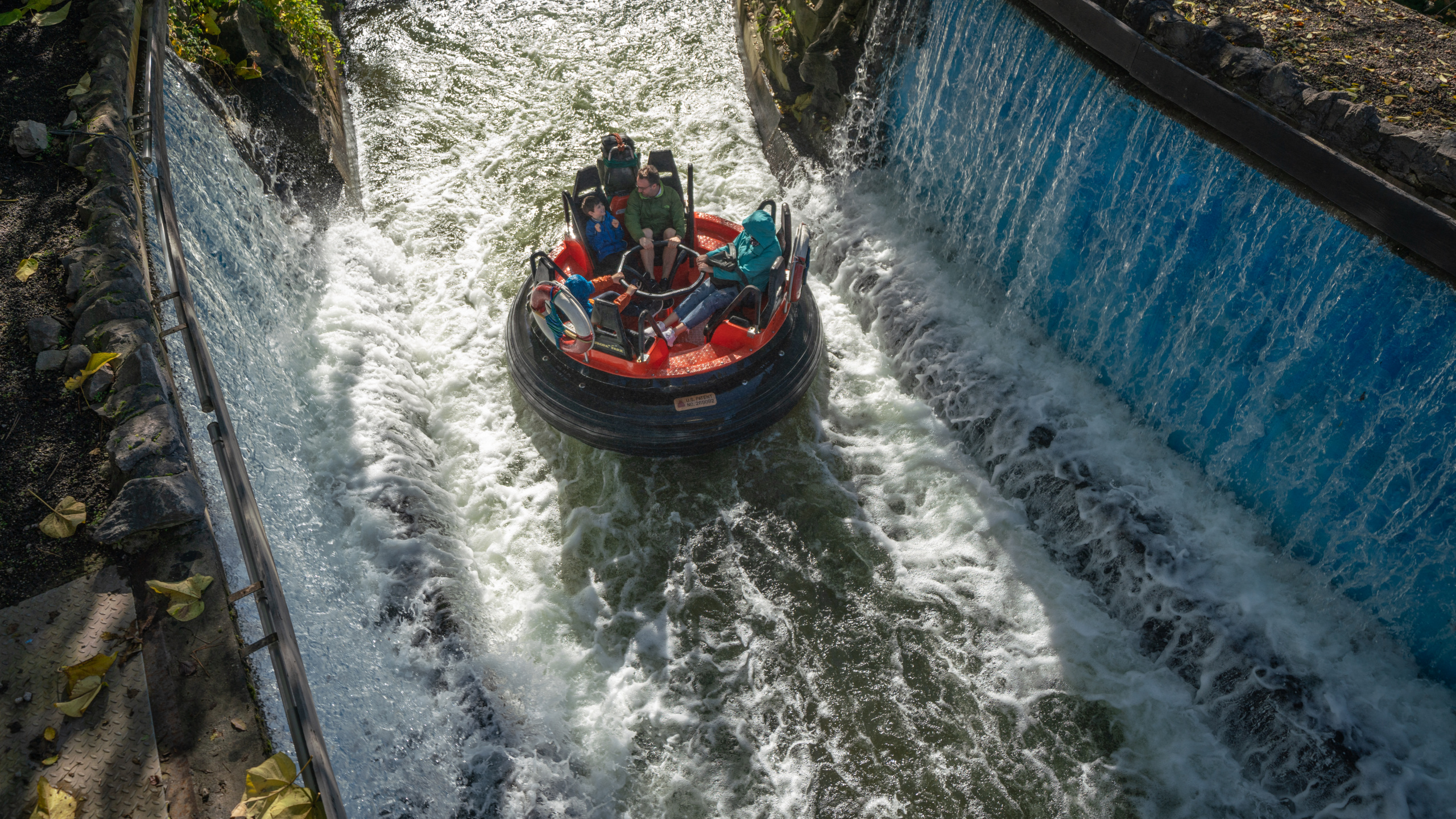
Das Fjord-Rafting im Europa-Park.

Der Freizeitpark bietet eine Mischung aus Fahrgeschäften, Shows, Themenbereichen und Parkanlagen.
Eine der Hauptattraktionen ist die Achterbahn Silver Star, die vom Schweizer Ingenieurbüro Bolliger & Mabillard Ingénieurs Conseils SA geplant und in Zusammenarbeit mit Mercedes-Benz erstellt wurde. Sie ist gemeinsam mit Der Schwur des Kärnan (Hansa-Park) die höchste und schnellste Achterbahn Deutschlands. Der Wartebereich der Bahn führt durch ein von Mercedes-Benz ausgestattetes Museum, in dem unter anderem Tourenwagen und Formel-1-Rennwagen betrachtet werden können.
Seit 2024 ist Voltron Nevera eine weitere Hauptattraktion – ein Multi Launch Coaster von Mack Rides mit sieben Inversionen und mehreren neuartigen Elementen, der zum Zeitpunkt der Eröffnung eine Reihe von Rekorden aufstellt.
Im Themenbereich Island befindet sich der Blue Fire Megacoaster, die erste Achterbahn im Europa-Park mit Katapultstart und Überschlagelementen – einem Looping, zwei Korkenziehern und einer Heartline Roll. Diese Achterbahn beschleunigt von 0 auf 100 km/h in 2,5 Sekunden, ist 38 m hoch und 1.056 m lang.
Ebenfalls im Themenbereich Island wurde 2012 der Wodan – Timburcoaster eröffnet, die erste Holzachterbahn im Europa-Park. Die Besonderheit besteht darin, dass sich die Bahn mit dem Blue Fire Megacoaster und der Atlantica Supersplash kreuzt. Wodan ist 1.050 m lang und erreicht eine Geschwindigkeit von 100 km/h.
Weitere Fahrgeschäfte sind Poseidon, die erste Wasserachterbahn in Europa, der Spinning Coaster Euro-Mir, der mit drehbaren Gondeln bestückt ist, so dass die Strecke zeitweise rückwärts durchfahren wird, sowie die Dunkelachterbahn Eurosat – CanCan Coaster, die sich in einer 45 m hohen geodätischen Kuppel befindet. Euro-Mir und Eurosat gehören zu den wenigen Achterbahnen weltweit, die über einen Trommellift verfügen, um die Wagen in die Höhe zu befördern.
Die Eurosat-Kuppel wurde zum Saisonstart 2006 in Anlehnung an die Fußball-Weltmeisterschaft in Deutschland mit handgemalten Folien als WM-Ball Teamgeist verkleidet, und an Halloween ist sie als der größte Kürbis der Welt verkleidet. Bis 2020 wurde sie in der Wintersaison mit einer riesigen Schleife versehen, um ein überdimensionales Weihnachtsgeschenk darzustellen. Seit 2020 werden stattdessen mit Einbruch der Dämmerung Videoprojektionen verwendet.

### Achterbahnen
| Name                                       | Höhe   | Länge  | max. Geschwindigkeit | max. g-Kraft | Kapazität (in Pers./h) | Fahrtzeit (in Min.) | Mindest-alter & -größe | Typ                               | Eröffnungsjahr                                       | Hersteller                                     | Themenbereich            |
| ------------------------------------------ | ------ | ------ | -------------------- | ------------ | ---------------------- | ------------------- | ---------------------- | --------------------------------- | ---------------------------------------------------- | ---------------------------------------------- | ------------------------ |
| Alpenexpress „Enzian“ zuvor „Grottenblitz“ | 6 m    | 264 m  | 45 km/h              | 2            | 1100                   | 1:40                | 4 Jahre, 100 cm        | Powered Coaster                   | 1984–2023 Wiedereröffnung 2024                       | Mack Rides                                     | Österreich               |
| Arthur                                     | 13,5 m | 505 m  | 31 km/h              | 1,5          | 1400                   | 4:30                | 4 Jahre, 100 cm        | Inverted Powered Coaster/Darkride | 2014                                                 | Mack Rides                                     | Königreich der Minimoys  |
| Atlantica SuperSplash                      | 30 m   | 390 m  | 80 km/h              | 4            | 1400                   | 3:35                | 4 Jahre, 100 cm        | SuperSplash                       | 2005                                                 | Mack Rides                                     | Portugal                 |
| Ba-a-a Express                             | 3 m    | 67 m   | 20 km/h              | 1,5          | 400                    | 1:30                | 3 Jahre, 95 cm         | Kinderachterbahn                  | 2016                                                 | ART Engineering (Strecke) Mack Rides (Schiene) | Irland – Welt der Kinder |
| Blue Fire Megacoaster                      | 38 m   | 1056 m | 100 km/h             | 3,8          | 1720                   | 2:30                | 7 Jahre, 130 cm        | Launch Coaster                    | 2009                                                 | Mack Rides                                     | Island                   |
| Euro-Mir                                   | 28 m   | 980 m  | 80 km/h              | 4            | 1600                   | 4:33                | 8 Jahre, 130 cm        | Spinning Coaster                  | 1997                                                 | Mack Rides                                     | Russland                 |
| Eurosat – CanCan Coaster                   | 25,5 m | 922 m  | 60 km/h              | 4            | 1600                   | 3:18                | 6 Jahre, 120 cm        | Darkride/Dunkelachterbahn         | 1989 (Umbau und Neugestaltung 2018, davor „Eurosat“) | Mack Rides                                     | Frankreich               |
| Matterhorn-Blitz                           | 16 m   | 383 m  | 56 km/h              | 2            | 960                    | 3:05                | 6 Jahre, 120 cm        | Wilde Maus                        | 1999                                                 | Mack Rides                                     | Schweiz                  |
| Pegasus – Die YoungStar Achterbahn         | 13 m   | 400 m  | 65 km/h              | 3            | 1000                   | 2:11                | 4 Jahre, 100 cm        | YoungStar Coaster                 | 2006                                                 | Mack Rides                                     | Griechenland             |
| Poseidon                                   | 23 m   | 836 m  | 70 km/h              | 3            | 1690                   | 4:00                | 6 Jahre, 120 cm        | Wasserachterbahn                  | 2000                                                 | Mack Rides                                     | Griechenland             |
| Schweizer Bobbahn                          | 19 m   | 487 m  | 50 km/h              | 3            | 1100                   | 1:45                | 6 Jahre, 120 cm        | Bobbahn                           | 1985                                                 | Mack Rides                                     | Schweiz                  |
| Silver Star                                | 73 m   | 1620 m | 127 km/h             | 4            | 1750                   | 4:00                | 11 Jahre, 140 cm       | Hyper Coaster                     | 2002                                                 | Bolliger & Mabillard                           | Frankreich               |
| Wodan – Timburcoaster                      | 40 m   | 1050 m | 100 km/h             | 3,5          | 1250                   | 3:25                | 6 Jahre, 120 cm        | Holzachterbahn                    | 2012                                                 | Great Coasters International                   | Island                   |
| Voltron Nevera                             | 32,5 m | 1385 m | 100 km/h             | 5            | 1600                   | 3:00                | 8 Jahre, 130 cm        | Stryker Coaster                   | 2024                                                 | Mack Rides                                     | Kroatien                 |

- Bei den beiden Wasserachterbahnen fahren die Hybridfahrzeuge auf Teilstücken nicht auf Schienen, sondern schwimmen frei in einem Kanal.
- Bis auf den Silver Star von Bolliger & Mabillard, die Holzachterbahn Wodan – Timburcoaster von Great Coasters International und den Ba-a-a Express von ART Engineering wurden alle Bahnen von Mack Rides gebaut.
- Der Europa-Park besitzt mit Stand von 2024 insgesamt 14 Achterbahnen und besaß bis 2018 die größte Anzahl von Achterbahnen in einem europäischen Freizeitpark, bevor dieser Rekord von Energylandia in Polen mit 15 Achterbahnen (Stand: 2019) übertroffen wurde.
- Auf mehreren Bahnen wird unter dem Titel „Coastiality*“ gegen einen Aufpreis ein optionales Virtual-Reality-Erlebnis geboten. Dazu erhält der Besucher leihweise eine VR-Brille, auf der während der Fahrt ein zur Bahn synchronisierter VR-Film läuft. Diese Erfindung aus dem Hause Mack ist seither in vielen Parks weltweit zu finden. Angeboten wird dies auf den Bahnen Alpenexpress „Enzian“ und Eurosat – CanCan Coaster. Von 2015 bis 2017 gab es diese Möglichkeit auch bei der Bahn Pegasus – Die YoungStar Achterbahn.

### Weitere Attraktionen
Ergänzt wird das Fahrangebot durch mehrere Wasserfahrgeschäfte, zahlreiche Karussells und Themenfahrten. Bei letzteren handelt es sich um Fahrten mit einem Boot in einem Wasserkanal oder einem Wagen auf einer Schiene, die die Besucher mit Hilfe von computergesteuerten animierten Puppen (Animatronics) in fremde Welten und Szenerien versetzen. Beispielhaft hierfür stehen Piraten in Batavia oder Madame Freudenreich Curiosités mit Dinosauriern.
Im Einzelnen bietet der Park:
| Name                                       | Typ                           | Mindest-alter & -größe | Max. Höhe | Hersteller                                           | Themenbereich                           | Eröffnungsjahr                                             |
| ------------------------------------------ | ----------------------------- | ---------------------- | --------- | ---------------------------------------------------- | --------------------------------------- | ---------------------------------------------------------- |
| Abenteuer Atlantis                         | Interaktiver Dark Ride        | -                      | –         | Mack Rides                                           | Griechenland                            | 2007                                                       |
| Arena of Football – Be Part of It!         | Indoor-Autoscooter            | 4 Jahre, 100 cm        | –         | Mack Rides (Fahrbahn), Bertazzon (Fahrzeuge)         | England                                 | 2006                                                       |
| Crazy Taxi                                 | Demolition Derby              | 3 Jahre, 90 cm         | -         | Zamperla                                             | England                                 | 2008                                                       |
| Casa da Aventura                           | Indoor-Spielplatz             | -                      | –         | –                                                    | Portugal                                | 2003                                                       |
| Dancing Dingie                             | Kinderschiffschaukel          | 3 Jahre, 90 cm         | –         | Zierer                                               | Irland – Welt der Kinder                | 2016                                                       |
| Donau Dampfer                              | Schiffsfahrt                  | -                      | –         | Mack Rides                                           | Österreich                              | 2022 (davor ab 1975 als „African Queen“)                   |
| Elfenfahrt                                 | Wasserattraktion              | -                      | –         | Mack Rides                                           | Deutschland                             | 1979                                                       |
| EP-Express                                 | Einschienenbahn               | -                      | 6 m       | Von Roll                                             | Deutschland, Griechenland, Spanien      | 1995                                                       |
| Euro-Tower                                 | Aussichtsturm                 | -                      | 75 m      | Intamin                                              | Frankreich                              | 1983 (Neugestaltung 2015)                                  |
| Feria Swing                                | Berg- und Talbahn             | 4 Jahre, 100 cm        | 3 m       | Mack Rides                                           | Spanien                                 | 1994                                                       |
| Fjord Rafting                              | Rapid River                   | 4 Jahre, 100 cm        | 8 m       | Intamin                                              | Skandinavien                            | 1991                                                       |
| Fliegender Holländer (zuvor „Peter Pan“)   | Koggenfahrt                   | 4 Jahre, 100 cm        | 0,5 m     | Mack Rides                                           | Niederlande                             | 1982                                                       |
| Fluch der Kassandra                        | Illusionsfahrt, Hexenschaukel | 5 Jahre, 110 cm        | 4 m       | Mack Rides                                           | Griechenland                            | 2000                                                       |
| Castello dei Medici                        | Dark Ride                     | -, 130 cm              | 6 m       | Mack Rides                                           | Italien                                 | 2024 (davor ab 1982 „Geisterschloss“)                      |
| Jim Knopf – Reise durch Lummerland         | Rundkurs-Zug                  | -                      | –         | Mack Rides                                           | Deutschland                             | 2018 (davor ab 1977 als „Old 99“)                          |
| Josefinas kaiserliche Zauberreise          | Gondoletta-Bootsfahrt         | -                      | –         | Mack Rides                                           | Österreich                              | 2022 (davor ab 1978 als „Dschungel-Floßfahrt“)             |
| Jungfrau-Gletscherflieger                  | Flugkarussell                 | 6 Jahre, 120 cm        | 14 m      | Mack Rides                                           | Schweiz                                 | 1989                                                       |
| Koffiekopjes                               | Kaffeetassen-Karussell        | 4 Jahre, 100 cm        | –         | Mack Rides                                           | Niederlande                             | 1985                                                       |
| Kolumbusjolle                              | Berg- und Talbahn             | 4 Jahre, 100 cm        | 3 m       | Mack Rides                                           | Spanien                                 | 1994 (Neugestaltung 2015)                                  |
| Lada Autodrom                              | Autofahrt                     | -, 135 cm              | –         | Mack Rides                                           | Russland                                | 1987                                                       |
| Liechtensteiner Ballonfahrt                | Ballonfahrt                   | -                      | 8 m       | Chance-Morgan                                        | Liechtenstein                           | 2023 (davor ab 1996 als „Flug des Ikarus“ in Griechenland) |
| Limerick Castle                            | Indoor-Spielplatz             | -                      | –         | –                                                    | Irland – Welt der Kinder                | 2016                                                       |
| Lítill Island – Hansgrohe Kinderwasserwelt | Wasserspielplatz              | -                      | –         | –                                                    | Island                                  | 2010                                                       |
| London Bus                                 | Flying Bus                    | -                      | 7 m       | Zamperla                                             | England                                 | 2008                                                       |
| Madame Freudenreich Curiosités             | Dark Ride                     | -                      | 5 m       | Mack Rides                                           | Frankreich                              | 2018 (davor ab 1994 als „Universum der Energie“)           |
| Marionetten-Bootsfahrt                     | Wasserattraktion              | -                      | –         | Mack Rides                                           | Deutschland                             | 1992                                                       |
| Mini Scooter                               | Miniautoscooter               | 3 Jahre, 90 cm         | –         | Mack Rides (Fahrbahn), Ihle (Fahrzeuge)              | Niederlande                             | 1977                                                       |
| Monorail                                   | Einschienenbahn               | -                      | 6 m       | Mack Rides                                           | Island, Luxemburg                       | 1990 (verlängert 2009)                                     |
| Mül-Müls Karussell                         | Jump-Around                   | -                      | –         | Zamperla                                             | Königreich der Minimoys                 | 2014                                                       |
| Old Mac Donald’s Tractor Fun               | Traktorfahrt                  | -                      | –         | Metallbau Emmeln                                     | Irland – Welt der Kinder                | 2016                                                       |
| Oldtimer-Fahrt                             | Autofahrt                     | -                      | –         | Mack Rides (Strecke), Ihle (Fahrzeuge)               | Deutschland                             | 1976                                                       |
| Panoramabahn                               | Parkeisenbahn                 | -                      | –         | Chance-Morgan                                        | Deutschland, England, Spanien, Russland | 1975                                                       |
| Paul’s Playboat                            | Spielplatz                    | -                      | –         | –                                                    | Irland – Welt der Kinder                | 2016                                                       |
| Piccolo Mondo                              | Dark Ride                     | -                      | –         | Mack Rides                                           | Italien                                 | 2011 (davor ab 1982 als „Ciao Bambini“)                    |
| Piraten in Batavia                         | Water Dark Ride               | -                      | 6 m       | Mack Rides                                           | Niederlande                             | 1987 (Wiedereröffnung 2020 nach Neubau)                    |
| Poppy Towers                               | Family-Tower                  | 4 Jahre, 100 cm        | –         | Zierer                                               | Königreich der Minimoys                 | 2014                                                       |
| Quipse Paddle Boats                        | Kinder-Bootsfahrt             | 3 Jahre, 90 cm         | –         | Klarer Freizeitanlagen                               | Irland – Welt der Kinder                | 2016 (davor ab 2001 als „Paddeltour“)                      |
| Roter Baron                                | Kinder-Flugkarussell          | 3 Jahre, 90 cm         | 7 m       | Mack Rides                                           | Niederlande                             | 1980                                                       |
| Schlittenfahrt Schneeflöckchen             | Dark Ride                     | -                      | 4 m       | Mack Rides                                           | Russland                                | 1998                                                       |
| Sheep Rock                                 | Wicki-Bootsfahrt              | -                      | –         | Mack Rides                                           | Irland – Welt der Kinder                | 2016 (davor ab 1990 als „Wikinger-Bootsfahrt“)             |
| Silverstone-Piste                          | Autofahrt                     | 3 Jahre, 90 cm         | –         | Mack Rides (Strecke), Ihle (Fahrzeuge)               | England                                 | 1975                                                       |
| Snorri Touren                              | Dark Ride                     | -                      | –         | Mack Rides                                           | Skandinavien                            | 2019                                                       |
| Spinning Dragons                           | Kinderkarussell               | 4 Jahre, 100 cm        | –         | Mack Rides                                           | Irland – Welt der Kinder                | 2016 (davor ab 1993 als „Dino-Karussell“)                  |
| The British Carousel                       | Historisches Karussell        | -                      | –         | Mack Rides                                           | England                                 | 1981                                                       |
| Tiroler Wildwasserbahn                     | Wildwasserbahn                | 4 Jahre, 100 cm        | 18 m      | Mack Rides                                           | Österreich                              | 1978 (Neueröffnung 2024 nach Großbrand)                    |
| Tower Tow                                  | Eigenkraft-Hubturm            | 3 Jahre, 95 cm         | 9 m       | Heege                                                | Irland – Welt der Kinder                | 2016 (davor ab 2002 als „Leuchtturmspaß“)                  |
| Vindjammer                                 | Schiffsschaukel               | 4 Jahre, 100 cm        | 20 m      | Huss Park Attractions                                | Skandinavien                            | 1993                                                       |
| Voletarium                                 | Flying Theater                | 4 Jahre, 100 cm        | 15 m      | Brogent Technologies / Kraftwerk Living Technologies | Deutschland                             | 2017                                                       |
| Volo da Vinci                              | Interaktive Aussichtsfahrt    | 3 Jahre, 95 cm         | –         | ETF Ride Systems                                     | Italien                                 | 2011                                                       |
| Wasserspielplatz                           | Spielplatz                    | -                      | –         | –                                                    | Abenteuerland                           | –                                                          |
| Whale Adventures – Northern Lights         | Splash Battle                 | -                      | –         | Mack Rides                                           | Island                                  | 2015 (davor ab 2010 als „Whale Adventures – Splash Tours“) |
| Wichtelhausen                              | Entdeckungsfahrt              | -                      | –         | Mack Rides                                           | Grimms Märchenwald                      | 1975                                                       |
| Wiener Wellenflieger                       | Wellenflug                    | 4 Jahre, 100 cm        | 14 m      | Zierer                                               | Österreich                              | 2006                                                       |
| Würmchen Wies’n                            | Spielplatz                    | -                      | –         | –                                                    | Österreich                              | 2014                                                       |
| Wurzelrutschen                             | Spielplatz                    | -                      | –         | –                                                    | Königreich der Minimoys                 | 2014                                                       |

## Shows, Paraden und 4D-Kino

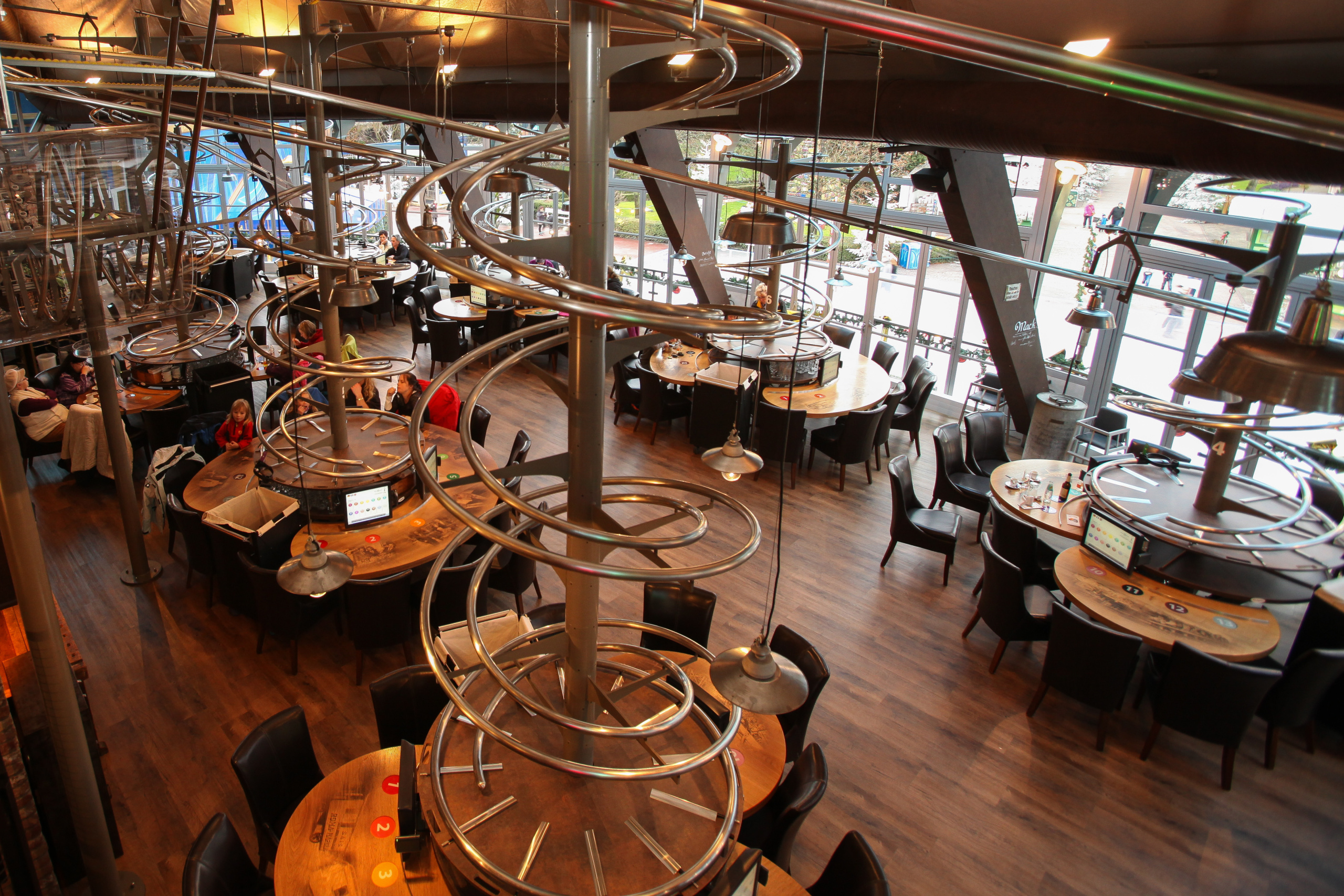
Restaurant „FoodLoop“ mit automatischem Service über Achterbahnen

Der Europa-Park bietet auch rund ein Dutzend unterschiedliche Shows, darunter Eiskunstlauf-, Varieté- oder Flamenco-Shows, sowie für Kinder das Marionettentheater und die Junior Club Studios, eine interaktive Show, in der Kinder in die Welt der Filmtechnik eintauchen können.
Eine der Shows war die Drehtheater-Multimediashow „Zeitreise“. Mittelpunkt war dabei ein kreisförmiges Theater, aufgeteilt in sechs Sektionen, wobei sich die Zuschauerplätze um das Theater drehten und jeder Betrachter so eine Sektion nach der anderen zu sehen bekam. Zum 35. Geburtstag des Europa-Parks am 12. Juli 2010 wurde das Theater umgestaltet und erhielt den neuen Shownamen Europa-Park Historama – Die Show. Es zeigte die 35-jährige Geschichte des Europa-Parks auf spektakuläre Weise mit 4D-Effekten und einer 180°-Sicht. Seit der Sommersaison 2018, bis zum Sommer 2024, diente das Drehtheater als „Preview Center“ für den Wasserpark Rulantica. 2025 Soll es Platz für eine andere Attraktion machen, welche sich rund um den am 12. Juli 2024 angekündigten Film Ed & Edda Grand Prix of Europe drehen soll.
Im Barocktheater Europa-Park Teatro, das sich im italienischen Themenbereich befindet, wurde während den Halloween-Saisons 2014–2017 mehrmals täglich das Musical Spook Me! aufgeführt. Zur Halloween-Saison 2024 feiert die Fortsetzung Spook Me! 2 ihre Premiere und knüpft thematisch an die ursprüngliche Geschichte des ersten Teils an. In der Sommersaison 2018 und 2019 wurde dort Rulantica – The Musical gezeigt. Beide Musicals wurden von Hendrik Schwarzer komponiert; zum Ensemble gehörte unter anderem Ornella De Santis, die jeweils die weibliche Hauptrolle spielte. In der Halloweensaison 2024 zeigt der Park dort ab sofort „Spook Me! 2“.
In der Arena im spanischen Themenbereich, die bis zu 2.000 Besucher fasst, werden mittelalterliche Ritterspiele aufgeführt. Seit der Saison 2021 läuft dort in der Sommersaison sowie in der Halloween Saison die Show "Rückkehr des Sultans", inszeniert von Horse Master Mario Luraschi.
Das Eisstadion gehörte bis zur Saison 2007 dem schweizerischen Themenbereich an; heute besitzt es eine griechische Fassade und wird geleitet von Ian Jenkins. In der Halloween Saison 2024 präsentiert der Park hier die Show Supr'ice presents The Vampire Circus on Ice.
Das im Jahr 2000 eröffnete Globe Theater im englischen Themenbereich des Europa-Parks ist ein weitgehend originalgetreuer Nachbau des berühmten Londoner Globe Theatre aus der Zeit William Shakespeares. Unterschiede zum Original bestehen in einem kleineren Maßstab (595 Sitzplätze anstelle von ca. 3000 Sitz- und Stehplätzen beim Original), der zwölfeckigen Grundform und der vollständigen Überdachung. Hier finden mehrmals täglich ca. 30-minütige Shows mit saisonal wechselnden Themen statt, etwa Tanz- und Musik-Shows oder Darstellungen aus den Bereichen Akrobatik, Zauberei und Comedy. In der Sommersaison sowie in der Halloween Saison 2024 findet hier die Show Funny Library 2 statt.
Ebenso findet täglich eine große Parade mit bunten Wagen und kostümierten Darstellern statt. In der Halloween Saison 2024 fährt die Parade "Ed's Halloween Parade".
Das 4D-Kino des Parks trägt den Namen „Magic Cinema“; hier laufen mehrmals täglich verschiedene etwa 15-minütige 4D-Kurzfilme im Wechsel. Seit der Halloweensaison 2023 ist hier der Kurzfilm Voltron 4D zu sehen, der die Geschichte der neuen Achterbahn Voltron Nevera ergänzt. Außerdem läuft seit HalloWinter 2023 wieder der 4D-Film Ed & Edda Nachts im Park. Das Magic Cinema fasst insgesamt 448 Besucher, die Größe der Leinwand misst 19 × 9 Meter. Abends nach Parkschluss werden aktuelle Kinofilme gezeigt, die oft auch durch die zusätzlichen 4D-Effekte ergänzt werden, die der Kinosaal bietet.
Insgesamt bietet der Europa-Park über sechs Stunden Showprogramm pro Tag.

### Fernsehproduktionen aus dem Park
Der Europa-Park gewinnt als Medienstandort für Fernsehproduktionen immer mehr an Bedeutung. So produzieren unter anderem die Sender BR, Sat.1, RTL, SWR, ZDF, Nickelodeon und ProSieben immer wieder Sendungen im Europa-Park. Der SWR übertrug seit dem Sommer 1995 jedes Jahr live die Sendung Immer wieder sonntags aus der IWS-Arena im Europa-Park, die seit 2005 von Stefan Mross moderiert wird. Die Produktion wurde im Jahr 2022 in den nahegelegenen Wasserpark Rulantica verlegt.
Im Oktober 2024 wurde seitens des Europa-Parks die Produktion einer Fernsehserie für 2025 angekündigt, welche auf der Bilderbuchserie sowie der Attraktion Madame Freudenreich basiert. Die Serie wird den Titel DINO MATES – Ferien bei Madame Freudenreich tragen und ist das Ergebnis einer Kooperation der hauseigenen MACK Magic, des Hamburger Labels Edel Kids sowie des Content-Anbieters KiKA.

## Veranstaltungen

### Euro Dance Festival
In der Winterpause des Parks findet jeweils im Februar das Euro Dance Festival statt. Hier treffen sich Tanzbegeisterte aus der ganzen Welt. In über 200 Workshops werden neue Schrittkombinationen, Techniken und Tänze von den besten und bekanntesten Tanzpaaren und Tänzern der Welt unterrichtet. Zu Gast waren unter anderem schon Detlef D! Soost, William Pino und Alessandra Bucharelli, Isabel Edvardsson, Franco Formica, Oliver Wessel-Therhorn, Kristina & Peter Stokkebroe, Luis Vazquez & Melissa Fernandez.

### Ladies Only Festival
Das Ladies Only Festival findet in der Winterpause des Europa-Parks zwischen Januar und März an einem Wochenende statt. Dabei verbindet das Festival die Elemente Fitness, Tanz, Gesundheit, Beauty und Wellness. An vier Tagen finden über 200 Workshops und Seminare bei 80 Trainern statt.

### Miss-Germany-Wahl
Seit 2002 findet im Februar die offizielle Wahl der Miss Germany im Europa-Park Dome statt. Veranstaltet wird sie von der Miss Germany Corporation aus Oldenburg. Die Kooperation ist so erfolgreich, dass die Zusammenarbeit 2010 für ein weiteres Jahrzehnt verlängert wurde.

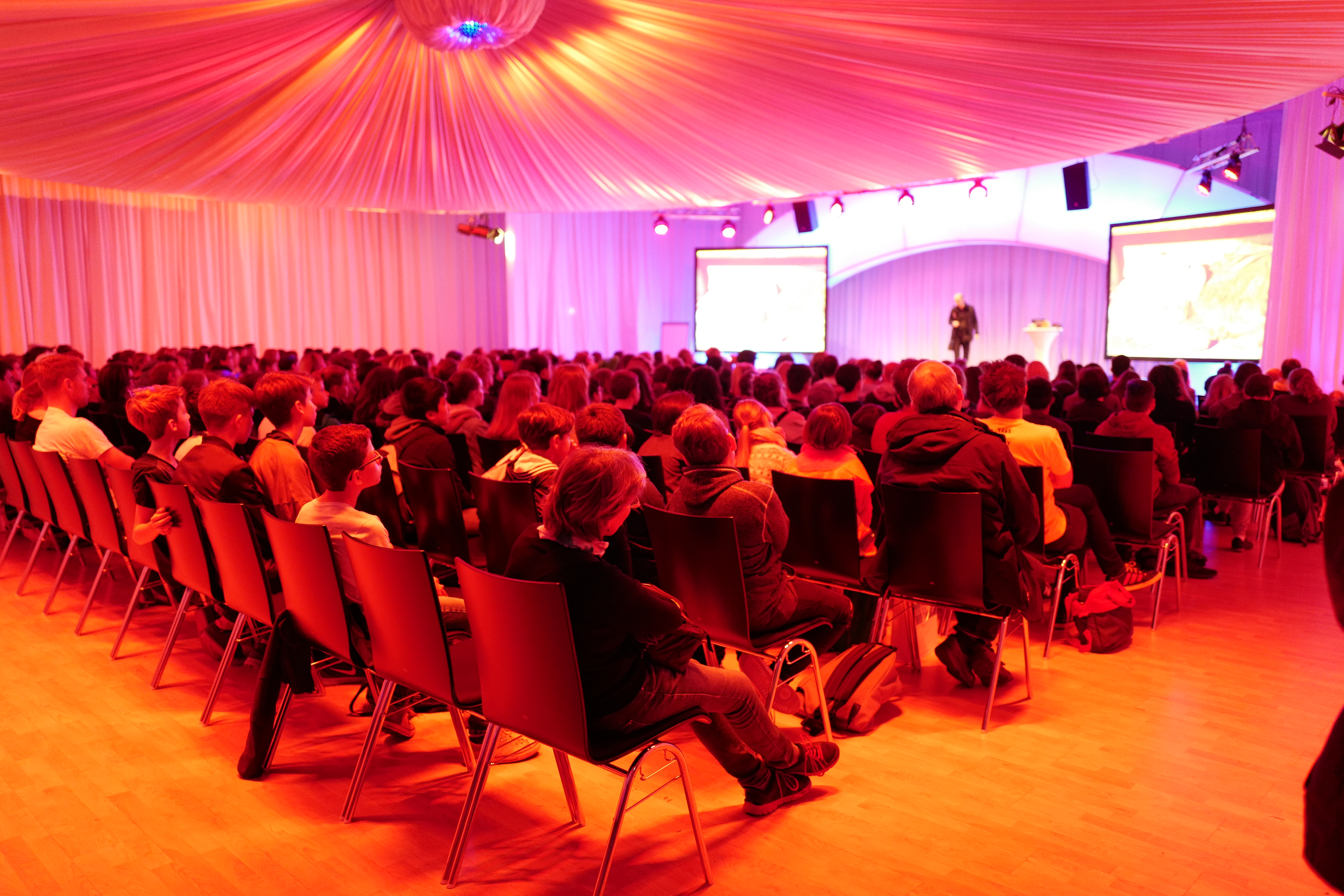
Science Days: Vorträge (hier von Kriminalbiologe Mark Benecke)

### Erlebnisgastronomie
Die Erlebnisgastronomie spielt eine weitere Rolle im Park. Diese wird nach Parkschluss kombiniert mit Unterhaltungsprogrammen an unterschiedlichen Örtlichkeiten angeboten, unter anderem bei der Dinner-Show, bei der artistischen Abendveranstaltung Indonesia Malam, beim Alemannischen Rittermahl sowie der Abendveranstaltung Dinner & Movie.
Im Restaurant FoodLoop, das sich in der oberen Hälfte des Historamas befindet, werden die Speisen auf kleinen Achterbahnschienen von der Küche zum Tisch des Gasts befördert. Bei seiner Eröffnung im Jahr 2011 war es weltweit das erste „Loopingrestaurant“; seitdem wurde das Konzept von verschiedenen anderen Freizeitparks aufgegriffen.
Weltweit einmalig ist das Erlebnisrestaurant Eatrenalin (eröffnet im Jahr 2022) unter der Leitung von Sternekoch Alexander Mayer, das eine Verbindung von Fine Dining, Erlebnisgastronomie und einer Themenfahrt bildet. Hierbei werden die Gäste in selbstfahrenden Sesseln („Floating Chairs“ des Herstellers Mack Rides) durch verschiedene, aufwendig thematisierte Räume geleitet, in denen die einzelnen Gänge serviert werden, während eine Geschichte erzählt wird, die als roter Faden durch das Erlebnis führt. Der Guide Michelin führt das Eatrenalin als eines der zwölf einzigartigsten Restaurants der Welt.

### Science Days
Im Mai jeden Jahres finden die mehrtägigen Science Days für Kinder, im Oktober die Science Days für (ältere) Schüler statt. Es handelt sich um das älteste Wissenschaftsfestival Deutschlands mit Ausstellern aus dem Industrie-Bereich, Schulen, Krankenhäusern und Universitäten sowie wissenschaftlichen Vorträgen und Shows.

## Saisons

### Sommersaison
Die Sommersaison im Europa-Park erstreckt sich in der Regel von Ende März bis Ende September. Die Sommersaison zeichnet sich durch spezielle Events und verlängerte Öffnungszeiten in den Sommermonaten aus. Mitte Juli findet jährlich die Sommernachtsparty mit einer Öffnung aller Attraktionen bis Mitternacht statt.

### Halloween

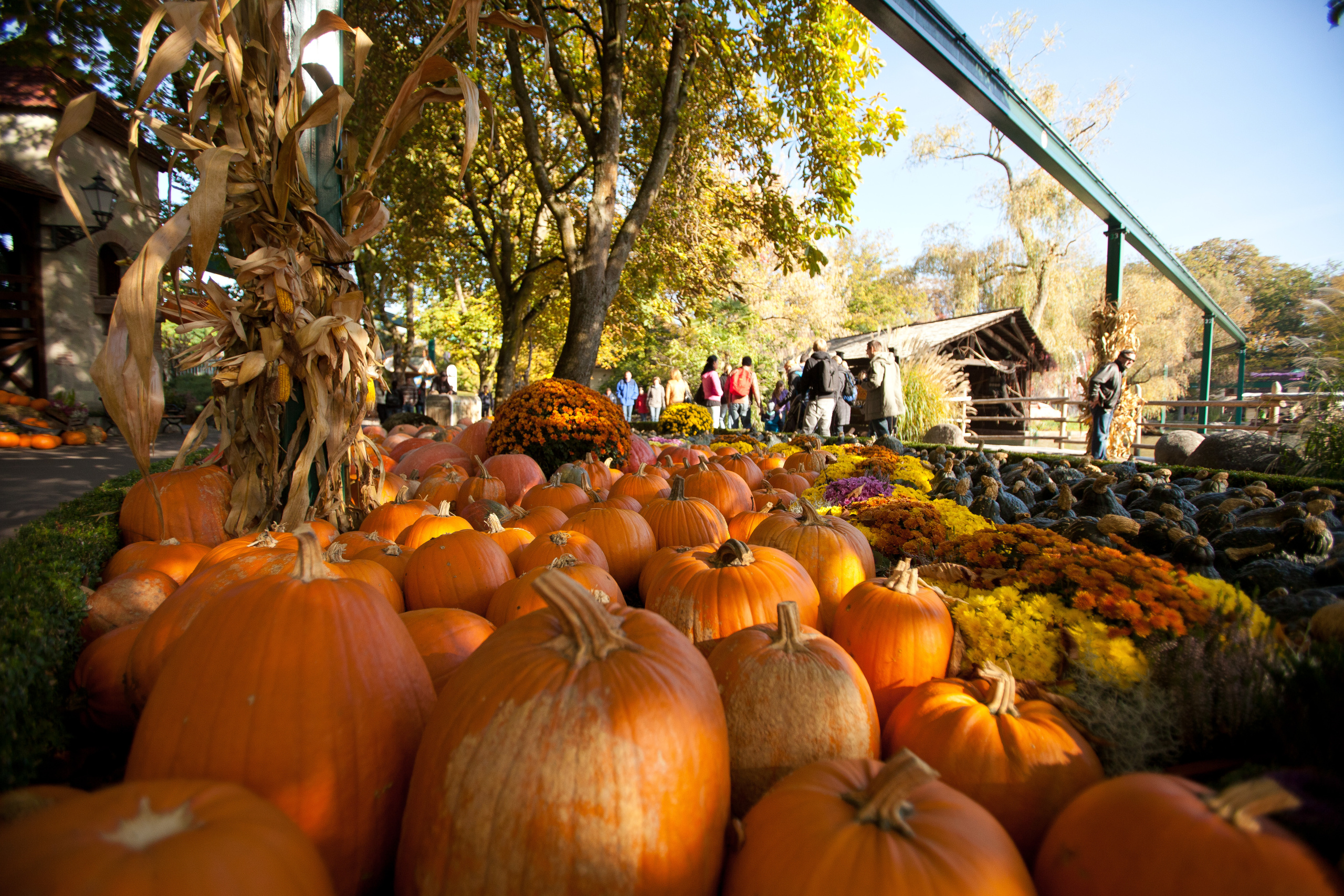
Kürbisse im Europa-Park rund um Halloween.

Seit dem Jahr 1998 findet Halloween als eigene Saison im Europa-Park statt: Von Ende September bis Anfang November wird der Park mit zahlreichen Kürbissen (180.000 Stück, Stand 2023), Strohballen, Maisstauden und Gruselfiguren (Skelette, Riesenspinnen usw.) dekoriert. Verschiedene Attraktionen, Shows und Gastronomieangebote werden dabei dem Halloweenthema angepasst.
In der Saison 2014 fand zudem die Premiere des vom Europa-Park eigenständig produzierten Halloween-Musicals „Spook Me!“ statt.

In der Saison 2024 wurde die Fortsetzung von „Spook Me!“ unter dem Titel „Spook Me! 2“ angekündigt.

Eurosat zu Halloween

#### Horror Nights
In den Jahren 2007–2011 wurden jeweils im Oktober in Zusammenarbeit mit Marc Terenzi die „Terenzi Horror Nights“ veranstaltet. Die Besucher konnten 2007 und 2008 dabei in der Dunkelheit durch die italienischen und französischen Themenbereiche laufen. 2009 wurde die Veranstaltung auf den griechischen, wie auch auf den schweizerischen Themenbereich verlegt. Darsteller wurden als verschiedene Monster, zum Beispiel Zombies, verkleidet und jagten den Gästen Angst und Schrecken ein. Von 2010 bis 2016 wurde diese Veranstaltung erneut in das Jahresprogramm mit aufgenommen und in den Jahren 2011–2012 und 2015–2016 unter dem Titel „Horror Nights starring Marc Terenzi“ vermarktet. 2013–2015 hieß das Event nur noch „Horror Nights“, da es ohne Marc Terenzi stattfand.

#### Traumatica
Im Jahr 2017 wurden die Horror-Nights durch Traumatica ersetzt. Diese Veranstaltung findet abends zum Teil im griechischen Themenbereich, zum Teil außerhalb des eigentlichen Parkgeländes statt. Der Besucher wird dabei in eine postapokalyptische Welt versetzt, in der fünf verschiedene Gruppierungen um die Vorherrschaft kämpfen, deren Hauptquartiere als Gruselhäuser mit Live-Schauspielern und Spezialeffekten besucht werden können.

#### Tortuga – Vergessene Piraten
2006 befand sich im griechischen und von 2007 bis 2011 im skandinavischen Themenbereich Tortuga – Vergessene Piraten, wo in dunklen Gängen Live-Erschrecker auf die Besucher warteten. Der spanische Name Tortuga bezeichnet die zweitgrößte Insel Haitis, die zwischen 1640 und 1670 Anlaufstelle von Piraten war. Diese Show gab es nur in den Halloweenwochen.

#### The Villa
Nach dem Wegfall des Tagesmazes Tortuga – Vergessene Piraten lehrte in den Jahren 2012–2013 The Villa den Tagesbesuchern das Fürchten. Das als viktorianisches Traumhaus aus dem 19. Jahrhundert gestaltete Grusellabyrinth im griechischen Themenbereich wartete neben zahlreichen Live-Erschreckern mit Spezialeffekten auf die Besucher.

#### Tenems Rache
In den Jahren 2015–2016 gab es unterhalb des Wartebereiches von Poseidon das Tagesmaze Tenems Rache. In dem Gruselhaus mussten die Besucher durch dunkle Gänge laufen, wo Live-Erschrecker sowie Licht- und Nebeleffekte auf sie warteten. Das Design des Hauses wurde an eine ägyptische Grabkammer angelehnt.

#### Niflheim
Seit einigen Jahren findet während der Halloweensaison nun das Tagesmaze Niflheim statt, das im ehemaligen Wartebereich der Holzachterbahn Wodan – Timburcoaster seinen Platz gefunden hat. Hier werden die Besucher von Live-Erschreckern sowie mit Licht- und Nebeleffekten erschreckt.

#### Mysteria
Die große Halloween-Show Mysteria fand bis 2016 alle zwei Jahre im Wechsel mit einem ca. 30-minütigen Konzert des Schweizer Stars DJ BoBo auf dem Festivalgelände des Parks statt. Mit Livegesang, artistischen Darbietungen und Pyro- und Lasereffekten begeistert die Show in der letzten Woche der Sommersaison die Besucher.
Bis 2011 spielte die Show unter dem Motto Castillo Mystico in einer gespenstischen Burg. 2013 wurde eine gänzlich neue Geschichte rund um zwei verfeindete Gangs in einer Containerlandschaft am Stadtrand.

#### Hellfire Fountains
Seit 2017 wurde die Halloween-Show Mysteria durch die Fontänen- und Feuershow Hellfire Fountains ersetzt, die in der letzten Woche der Saison mehrmals täglich in den Abendstunden präsentiert wird.

### HALLOWinter
Seit der Saison 2021 verzichtet der Europa-Park auf die traditionelle Schließung zwischen der Sommer- und Wintersaison und bietet stattdessen die sogenannte HALLOWinter-Saison an. Dieser Zeitraum verbindet Elemente der Halloween- und Winterdekoration und findet in der Regel von Anfang bis Ende November statt.
Während HALLOWinter werden die Halloween-Kulissen mit ersten winterlichen Dekorationen ergänzt, sodass Besucher eine Mischung aus Kürbissen, Herbstlaub und schneebedeckten Weihnachtsbäumen erleben können. Das Showprogramm spiegelt diesen Übergang wider und kombiniert thematische Elemente beider Saisons.
Auch viele Fahrgeschäfte sind in dieser Übergangszeit geöffnet, wobei einige wetterabhängige Attraktionen bereits geschlossen haben. Mit HALLOWinter ermöglicht der Europa-Park einen nahtlosen Übergang zwischen den beiden Hauptsaisons und erweitert sein Angebot für Besucher in der Herbst- und Vorweihnachtszeit.

### Winterzauber
Seit der Saison 2001/2002 öffnet der Europa-Park auch für eine Wintersaison unter dem Titel Winterzauber. Die Besucherzahl betrug damals 180.000 Gäste und stieg bis 2011/12 auf knapp 500.000 Besucher an. Während der Wintermonate verwandelt sich der Park in eine festlich dekorierte Winterlandschaft mit Tausenden von Lichtern, Weihnachtsbäumen und thematischem Schmuck.
Zu den Attraktionen der Wintersaison zählen u. a. eine Eislauffläche, eine Skibobstrecke und ein großer Weihnachtsmarkt mit Glühwein und kulinarischen Spezialitäten. Seit 2010 wird im portugiesischen Themenbereich das 55 Meter hohe Riesenrad „Bellevue“ aufgebaut, das spektakuläre Ausblicke auf den winterlichen Park ermöglicht.
Ein besonderes Highlight ist die Zirkus-Revue, bei der preisgekrönte Zirkusartisten ein abwechslungsreiches Programm präsentieren. Ergänzt wird das Angebot durch weihnachtliche Shows und Paraden, stimmungsvolle Fassadenprojektionen sowie einem täglichen Feuerwerk.
Während der Wintersaison, die gewöhnlich von Ende November bis Anfang Januar dauert, sind einige Attraktionen witterungsbedingt nicht in Betrieb, darunter der Donau Dampfer, Atlantica SuperSplash, Fjord-Rafting, die Paddeltour, der Wackelsteg, die Seilfähre, der Wasserspielplatz sowie der Wasserweg.
Der Blue Fire Megacoaster (seit 2012), Silver Star (seit 2017), Wodan Timburcoaster (seit 2014) sowie Poseidon sowie die Tiroler Wildwasserbahn (beide seit 2022) sind bei entsprechender Witterung auch im Winter in Betrieb.

## Europa-Park Resort

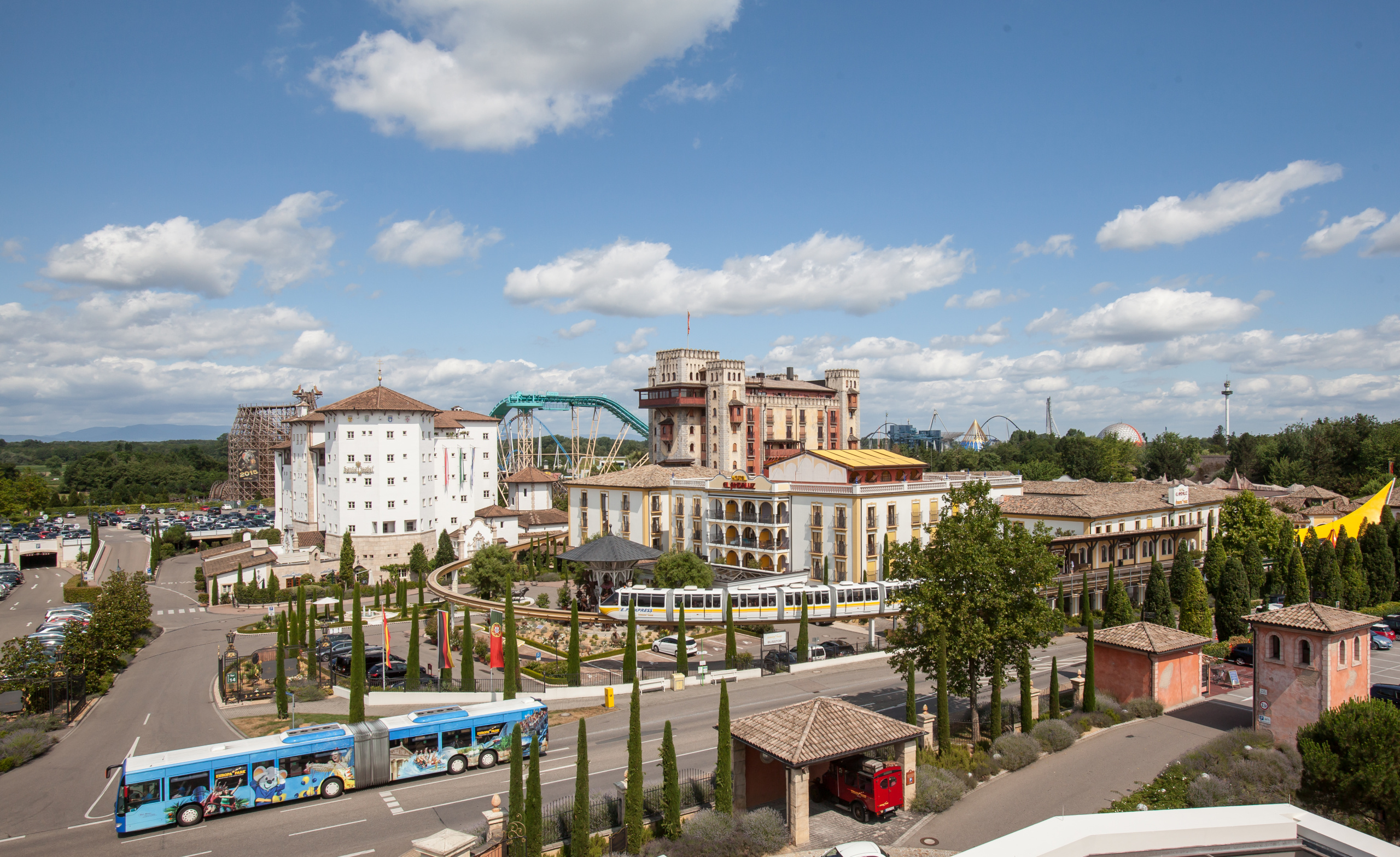
Die Europa-Park-Hotels Santa Isabel, El Andaluz und Castillo Alcazar.

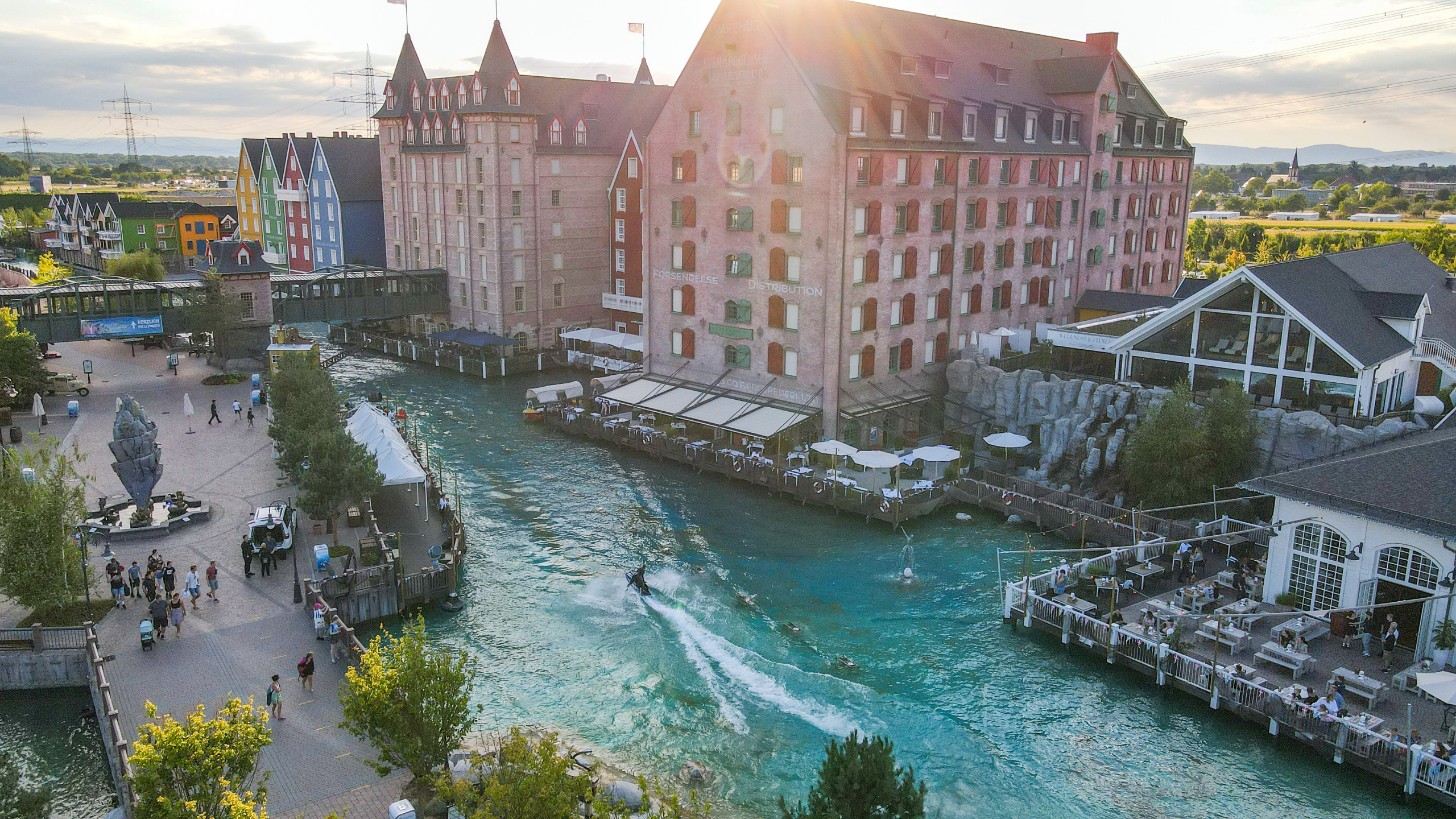
Das 2019 eröffnete Hotel Krønasår.

Unter dem Oberbegriff „Europa-Park Erlebnis-Resort“ werden neben dem eigentlichen Freizeitpark auch die zugehörigen Übernachtungsangebote (Hotels, Camp-Resort) zusammengefasst, sowie der Wasserpark Rulantica, das Erlebnisrestaurant Eatrenalin und das VR-Erlebniszentrum Yullbe.
Die sechs Hotels des Europa-Parks bilden das größte Hotel-Resort Deutschlands mit ca. 5.800 Betten. 2019 wurde erstmals die Zahl von einer Million Übernachtungsgästen erreicht. Von den Hotels erhalten die Gäste einen gesonderten Zugang zum Park und können 30 Minuten (im Winter 60 Minuten) vor der regulären Öffnungszeit den Park betreten. Außerdem haben Hotelgäste die Möglichkeit, abends die letzte Öffnungsstunde des Parks gratis zu nutzen (wenn sie nicht ohnehin ein Eintrittsticket für diesen Tag haben). Für Gäste des Hotels Krønasår, das etwas weiter entfernt liegt, wird ein kostenloser Bus-Shuttle-Service zum Park angeboten.
Von 1996 bis zur Wintersaison 2015/16 konnten Besucher auch im Gästehaus „Circus Rolando“ in unmittelbarer Nähe des Haupteingangs übernachten. Die 23 Zimmer waren vergleichsweise schlicht und mit bunten Zirkusmotiven dekoriert. Ein Restaurant gab es im Gästehaus nicht. Es wurde zu Beginn 2016 geschlossen, um Platz zu schaffen für die neue Attraktion Voletarium.
„Silver Lake City“ besteht aus einer Tipi-Town, einem Campingplatz und Caravaning. In Tipi-Town gibt es als Übernachtungsmöglichkeiten Tipizelte, Blockhäuser und Planwagen. Sie sind in einem kleinen Westerndorf um einem See herum angeordnet, wo sich auch das Restaurant „Silverlake Saloon“ befindet. Beim Europa-Park Caravaning stehen den Besuchern 200 Stellplätze für Wohnwagen, Wohnmobile und Zelte zur Verfügung. Für die Saison 2025 wurden umfangreiche Neubauten und Ausbauten für die „Silver Lake City“ angekündigt. Die Bauarbeiten haben bereits im Frühling 2024 begonnen.
Liste der Hotels im Europa-Park Resort:
| Hotelname        | Hotelklassifikation | Eröffnungsjahr |
| ---------------- | ------------------- | -------------- |
| El Andaluz       | 4 Sterne            | 1995           |
| Castillo Alcazar | 4 Sterne            | 1999           |
| Colosseo         | 4 Sterne Superior   | 2004           |
| Santa Isabel     | 4 Sterne Superior   | 2007           |
| Bell Rock        | 4 Sterne Superior   | 2012           |
| Krønasår         | 4 Sterne Superior   | 2019           |

Da die vorhandenen Hotels mit einer Auslastung von 95 % an ihrer Kapazitätsgrenze sind, ist für die nächsten Jahre der Bau zweier weiterer Hotels geplant.

## Confertainment Center
Unter dem aus Conference und Entertainment („Tagen und Feiern“) zusammengesetzten Begriff Confertainment stellt der Park seit 1998 auch Tagungs- und Veranstaltungsorte zur Verfügung. Neben zahlreichen kleineren Sälen in den Hotels sowie Räumlichkeiten, die sonst dem normalen Publikumsverkehr dienen, bietet der Europa-Park neben dem Haupteingang ein eigenes Veranstaltungszentrum an. Als größere Säle existieren dort der Europa-Park Dome, eine zeltförmige Halle mit rundem Grundriss und einer Größe von 1.250 Quadratmetern, sowie der Ballsaal Berlin, ein in der Mitte teilbarer Raum mit insgesamt achthundert Quadratmetern Fläche. 2017 wurde die Europa-Park-Arena, eine Halle mit dreitausend Quadratmetern, eröffnet, die unter anderem über eine Empore verfügt. Ergänzt wird das Angebot durch kleinere Konferenzräume, die durch ein gemeinsames Foyer verbunden sind. Der Zugang erfolgt von außerhalb des Parks, um eine unabhängige Nutzung zu ermöglichen. Als Besonderheit verfügt der Ballsaal Berlin zusätzlich über ein eigenes Foyer, das auch als Konferenzraum genutzt werden kann, sowie zusätzlich auch einen direkten Zugang aus dem Park.

## Maskottchen

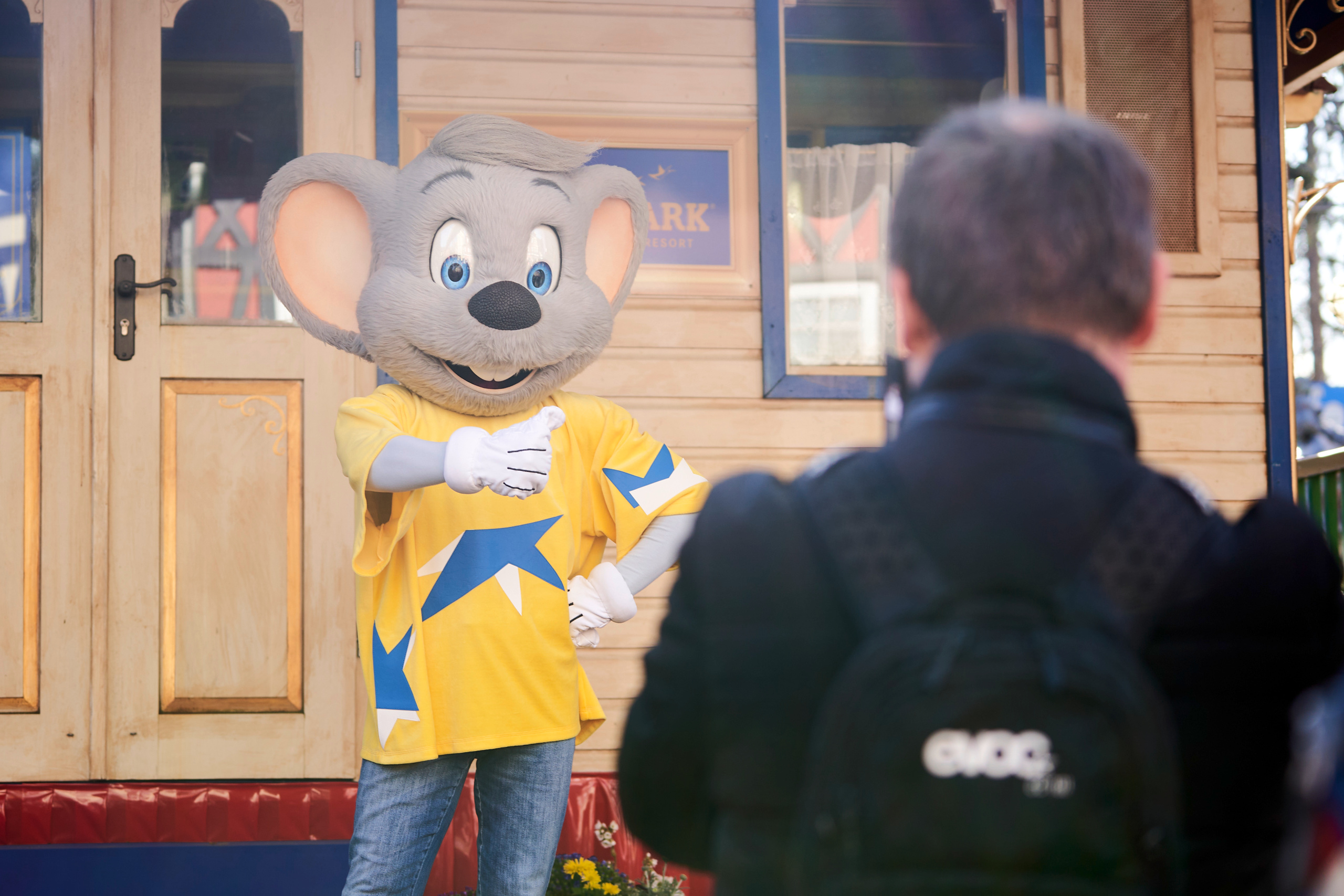
Ed Euromaus

Das Haupt-Maskottchen des Europa-Parks ist Ed Euromaus. Seine Freunde sind Edda, Böckli, Louis und Olli Eurofant. Der Gegenspieler von Ed Euromaus ist der böse Nachtkrabb. In der Geschichtenwelt tritt auch die Musik-Band „Die Rustis“ in Erscheinung. Die Vornamen von Ed und Edda wurden in der Jubiläumssaison 2015, nach einer öffentlichen Umfrage, bekanntgegeben. Darüber hinaus gehört seit Mitte der 1980er Jahre Charly, eine stark an Charlie Chaplins Tramp angelehnte Figur, fest zum Darstellerensemble des Parks.
4D-Filme mit Ed Euromaus:
- Das Geheimnis von Schloss Balthasar (2011)
- Das Zeitkarussell (2015)
- Ed & Edda in „Nachts im Park 4D“ (Winter 2018)[87]

Computerspiele:
- Das geheimnisvolle Labyrinth von Schloss Balthasar (2015)[88][89]

- Cannon Flight (2016)
- Ed & Edda: GRAND PRIX – Racing Champions (2025)

Kinofilme:
- Grand Prix of Europe wurde am 12. Juli 2024 angekündigt. Der Film wird im Sommer 2025 weltweit in die Kinos kommen. Hierfür entstand auch eine Zusammenarbeit zwischen dem hauseigenen Animationsbüro Mack Magic und dem weltweit agierenden Filmverleiher Warner Bros.[90]

## Verkehr

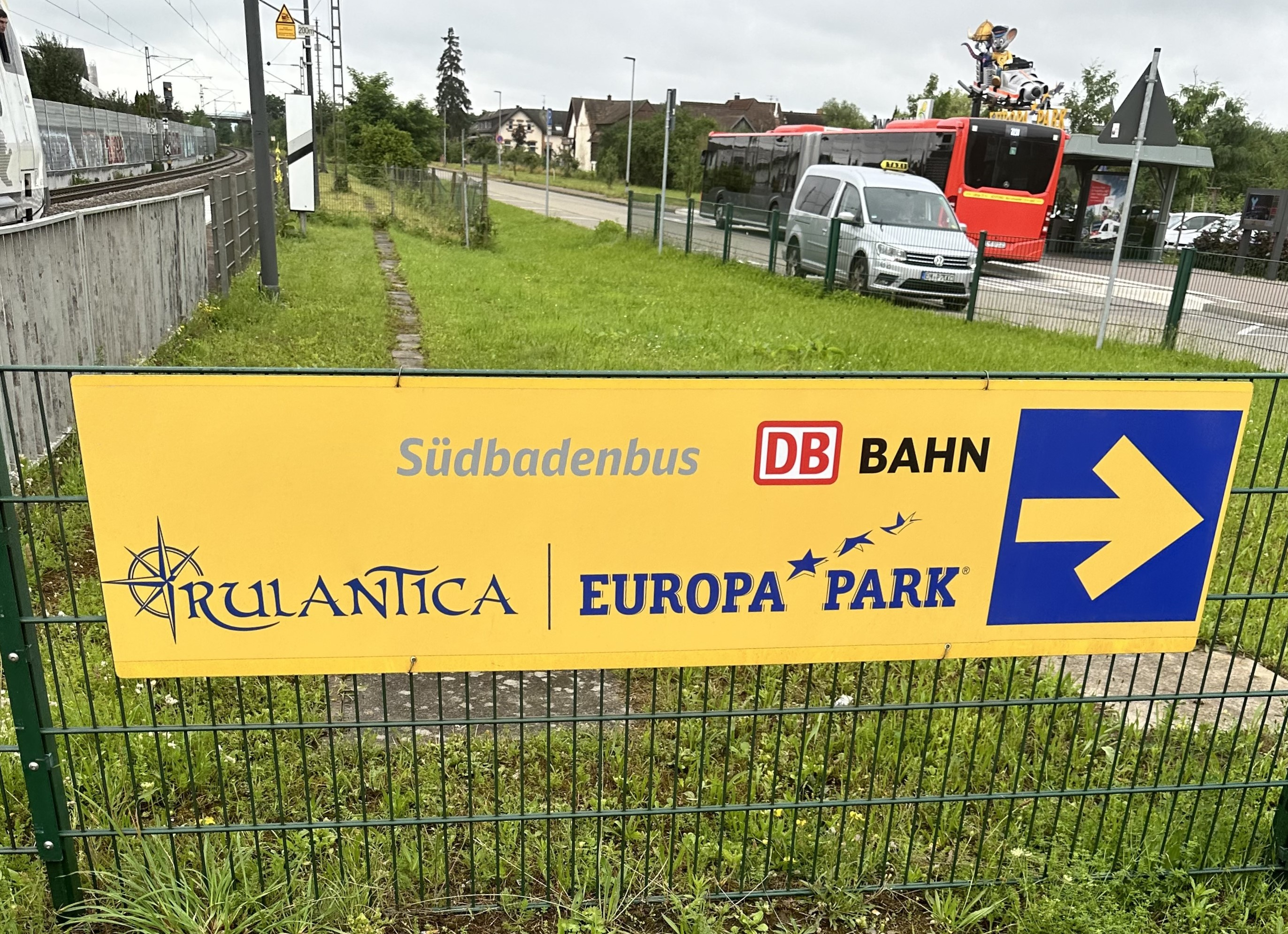
Wegweiser am Bahnhof Ringsheim/Europa-Park (Gleis 1)

Der Europa-Park liegt im badischen Rust zwischen Freiburg im Breisgau und Offenburg westlich der Autobahn A 5.  Der Rhein, der hier die Grenze zu Frankreich bildet, ist 2,5 km Luftlinie entfernt. Der nächste Grenzübergang ist die Fährverbindung zwischen Kappel-Grafenhausen und Rhinau (Elsass) in 7 km Entfernung.
Rust verfügt seit 2002 über eine eigene Autobahn-Anschlussstelle mit einer teils vierspurig ausgebauten Zubringerstraße zum 3 km entfernten Europa-Park.
Der Europa-Park bezeichnete bis 2004 den Bahnhof Herbolzheim (Breisgau), ab dem Fahrplanjahr 2005 stattdessen den näher gelegenen Bahnhof Ringsheim als „offiziellen Haltebahnhof für den Europa-Park“, zu dem einige Linienbus-Verbindungen des Südbadenbus eingeführt wurden. Direktbusse verkehren ferner von Emmendingen und Herbolzheim. Der Bahnhof in Ringsheim wird seit 2021 von einzelnen Zügen des Fernverkehrs bedient und trägt seitdem den offiziellen Namen „Ringsheim/Europa-Park“. Die Linien 271 und 531 von Réseau 67, dem ÖV des Départements Bas Rhin (Unterelsass), verbinden den Park mit Straßburg und Sélestat.
Außerdem ist der Europa-Park mit den Fernbussen von Flixbus zu erreichen.
Ab Mitte Mai 2024 kommt es erstmalig zwischen dem Europa-Park und den SBB unter dem Namen „RailCoaster“ zu einer Kooperation, bei der eine Zugverbindung für Tagesausflüge von der Schweiz in den Europa-Park und in die Wasserwelt Rulantica an allen Wochenenden sowie an ausgewählten Feiertagen angeboten wird. Ab Basel SBB fährt ein Direktzug nach Ringsheim/Europa-Park. Hier stehen Busshuttles für den Transfer der Gäste zu den zwei Erlebniswelten bereit. Das Ticket beinhaltet die Hin- und Rückfahrt ab Basel SBB, den Bustransfer sowie das jeweilige Eintrittsticket. An jedem Erlebnistag stehen mindestens 300 Tickets zur Verfügung.
Nach der Genehmigung des Regierungspräsidiums Freiburg, den Flughafen Lahr nutzen zu können, konnten ab Mitte 2007 Zubringerflüge von Wien, Rotterdam und London gebucht werden. In der ersten Saison 2007 wurden etwa 3500 Gäste in 51 Flugzeugen zum Europa-Park geflogen. Jedoch erwies sich der Flughafen 2008 als nicht rentabel, deshalb wurde der Betrieb 2010 wieder eingestellt. Mit Linienflügen ist der Europa-Park über den Flughafen Karlsruhe/Baden-Baden erreichbar, von wo Shuttledienste angeboten werden.
Seit dem Jahr 2023 stehen den Besuchern und Übernachtungsgästen von Rust, der sogenannte „Rust Bus“ zur Verfügung. Dieser bringt die Gäste im 30-Minuten-Takt jeweils an einige ausgewählte Punkte im Dorf, inkl. des Europa-Park Haupteingangs, zum Camp-Resort, zur Wasserwelt Rulantica oder auch an die Europa-Park Verwaltung.

## Besucher
Die Gesamtbesucherzahl seit Bestehen des Parks beläuft sich auf über 110 Millionen Gäste (Stand 2019). Nach einem Einbruch der Zahlen in den Jahren 2020 und 2021 aufgrund der COVID-19-Pandemie besuchten im Jahr 2022 über 5,4 Millionen Gäste den Park. Zusammen mit den Wasserpark Rulantica besuchten 6 Millionen Gäste das Resort.
Von den 5,6 Millionen Parkbesuchern im Jahr 2017 machten die Erstbesucher 18 Prozent und die Wiederholungsbesucher rund 82 Prozent aus. 23 Prozent sind Mehrtagesgäste, die im Durchschnitt 2,3 Tage verweilen. Die Zielgruppe des Europa-Parks sind Familien, die 2008 70 % der Besucher stellten. Im Durchschnitt hat der Parkbesucher ein Alter von ca. 29 Jahren.
Die Nationalitäten teilten sich 2017 wie folgt auf:
- Deutschland: 49 Prozent
- Frankreich: 23 Prozent
- Schweiz: 22 Prozent
- Sonstige Staaten: 6 Prozent

## Energieversorgung

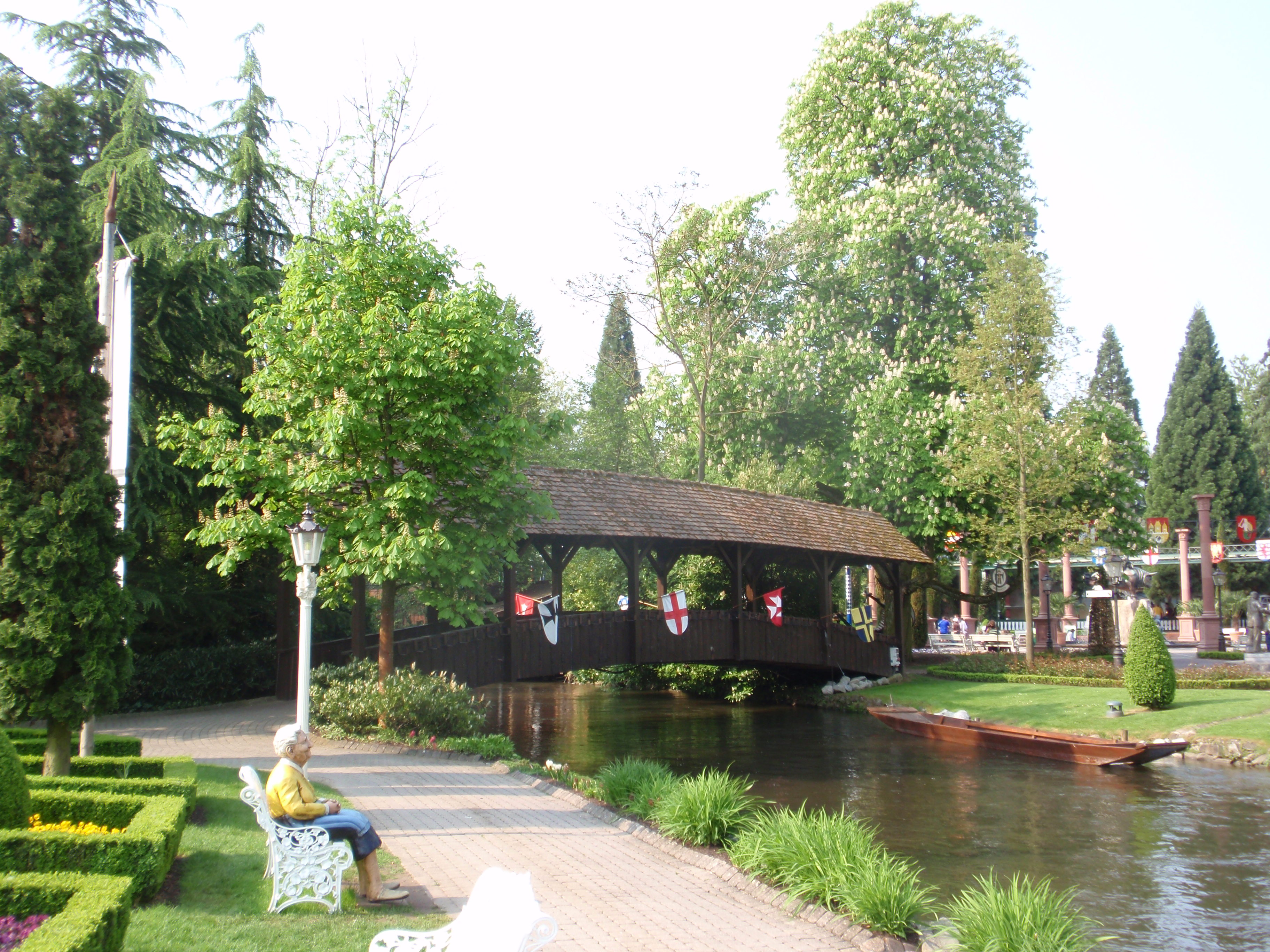
Die Alte Elz im Europa-Park

Die „Alte Elz“ fließt durch den Park. Im Südteil des Geländes trägt ein Laufwasserkraftwerk am Fluss mit zwei Metern Fallhöhe und 275 kW Maximalleistung zur Stromversorgung des Parks bei. Die Wasser-Fahrgeschäfte werden nicht mit Flusswasser gespeist, sondern über mehrere Tiefbrunnen auf dem Parkgelände (siehe auch Oberrhein-Aquifer).
Große Photovoltaik-Anlagen an den Parkplätzen des Europa-Parks und von Rulantica tragen mit bis zu 1,4 Millionen kWh pro Jahr ebenfalls zur Versorgung mit erneuerbarer Energie bei.

## Restaurant Ammolite
Ammolite – The Lighthouse Restaurant wurde unter Küchenchef Peter Hagen-Wiest mit zwei Michelinsternen ausgezeichnet. Es ist mit Stand von 2015 weltweit das einzige Sternerestaurant in einem Freizeitpark. Von Gault-Millau wurde das Ammolite mit drei roten Hauben ausgezeichnet.

## Auszeichnungen
2014 wurde der Europa-Park im Rahmen einer Veranstaltung im SeaWorld-Park in San Diego mit dem Golden Ticket Award in der Kategorie Best Amusement Park ausgezeichnet. Auch in den Jahren 2015 bis 2022 konnte man den Titel verteidigen und wurde damit achtmal in Folge als bester Freizeitpark der Welt ausgezeichnet. 2020 fand aufgrund der Pandemie keine Verleihung statt. Im Jahr 2024 gewann der Europa-Park nach einjähriger Pause wieder den Golden Ticket Award in der Kategorie Best Amusement Park.

## Rulantica

Das Logo von Rulantica

Am 28. November 2019 wurde südöstlich von Rust der Wasserpark Rulantica, ein Erlebnisbad mit Innen- und Außenbereich, eröffnet. Die Thematisierung des Wasserparks basiert auf einer von MackMagic erdachten Geschichte einer fiktiven Insel im europäischen Nordmeer. Direkt daneben wurde mit Krønasår das sechste Themenhotel des Europa-Park-Resorts errichtet, das einem Naturkundemuseum nachempfunden ist. Ferner befinden sich auf dem Rulantica-Gelände in Nachbarschaft des Hotels der Hauptstandort des VR-Erlebniszentrums Yullbe (Eröffnung am 17. September 2020) sowie das Erlebnisrestaurant Eatrenalin (Eröffnung am 4. November 2022).
Da sich das neue Gelände in einiger Entfernung zum bestehenden Park und den anderen Hotels befindet, steht Gästen eine regelmäßig verkehrende Bus-Shuttle-Linie zur Verfügung.

## Zukünftige Entwicklungen
Die Gemeinden Rust und Ringsheim haben gemeinsam ein Gewerbegebiet entlang der Zufahrtsstraße zum Park ausgewiesen, das sich vom neuen Wasserpark bis zur Autobahn zieht. Diese soll Unternehmen aus dem Dienstleistungs- und Tourismusbereich zur Verfügung stehen. Es ist auch als Erweiterungsfläche für den Europa-Park vorgesehen, soll aber nicht für einen zweiten Freizeitpark genutzt werden. Bisher ist noch nicht bekannt, welche Nutzung dort zukünftig vorgesehen ist.

## Sonstiges
Auf dem Gelände des Freizeitparks arbeiten seit 2005 zwei Seelsorger, die von der Evangelischen Landeskirche in Baden bzw. dem Erzbistum Freiburg entsandt sind. Für das Angebot „Kirche im Europa-Park“ stellt der Parkbetreiber mit der norwegischen Stabkirche sowie der St.-Jakobus-Kapelle und der Böcklin-Kapelle entsprechende Räumlichkeiten zur Verfügung. Auch Hochzeiten und Taufen können hier stattfinden.
Der Europa-Park ist seit Ende August 2021 Namenssponsor des Europa-Park-Stadions in Freiburg.